# С-300
С-300 «Фаворит» (индекс заказчика: 35Р6, 70Р6, 75Р6, 9К81, 3М-41, по кодификации МО США и NATO — SA-10 Grumble) — семейство зенитно-ракетных комплексов (ЗРК), способных поражать различные цели на высотах: от 10 м до практического потолка их боевого применения для целей; на дальностях: от нескольких километров до 75—200 километров, в зависимости от типа применяемых элементов семейства С-300 и, в частности, ракет-перехватчиков.
Предназначена для обороны крупных промышленных и административных объектов, военных баз и пунктов управления от ударов средств воздушно-космического нападения противника. Способна поражать баллистические и аэродинамические цели. Стала первой многоканальной зенитной ракетной системой, способной сопровождать каждым комплексом (ЗРК) до шести целей и наводить по ним до двенадцати ракет. При создании средств управления (СУ), состоящих из пункта боевого управления и радиолокатора обнаружения, решили задачу автоматической завязки трасс до ста целей и эффективного управления дивизионами, расположенными на расстоянии 30—40 км от СУ.
Впервые была создана система с полной автоматизацией боевой работы. Все задачи — обнаружения, сопровождения, целераспределения, целеуказания, отработки целеуказания, захвата цели, её сопровождения, захвата, сопровождения и наведения ракет, оценки результатов стрельбы — система способна решать автоматически с помощью цифровых вычислительных средств. Функции оператора заключаются в контроле над работой средств и осуществлении пуска ракет. В сложной обстановке возможно ручное вмешательство в ход боевой работы. Ни одна из предыдущих систем этими качествами не обладала. Вертикальный старт ракет обеспечивал обстрел целей, летящих с любого направления без разворота пусковой установки в направлении стрельбы. Современные модификации (с 1997 года представлено публично) одним комплектом могут поражать до 36 аэродинамических или баллистических целей, наводя на них до 72 ракет.
Главный разработчик — НПО «Алмаз» им. А. А. Расплетина (ныне входящее в Концерн ПВО «Алмаз-Антей»). Зенитные управляемые ракеты для системы С-300 были разработаны МКБ «Факел».
Серийный выпуск системы С-300ПТ был начат в 1975 году. В 1978 году были завершены испытания системы; в 1979 году первый полк С-300ПТ встал на боевое дежурство.
Зенитно-ракетная система (ЗРС) С-300 состоит из командного пункта с радиолокатором обнаружения (РЛО), с которым связаны до шести зенитно-ракетных комплексов (ЗРК) 5Ж15. Командный пункт служит для автоматизированного распределения целей между ЗРК и не содержит ракет.
Дальнейшим развитием ЗРС С-300 стало создание ЗРС С-400 (40Р6), принятого на вооружение в 2007 году.
В 2011 году было принято решение снять с производства модификации С-300ПС и С-300ПМ. Однако это не касалось систем С-300ПМУ1 и С-300ПМУ2 «Фаворит».
Хотя С-300 предназначены для стрельбы в режиме «земля-воздух», однако российская армия во время вторжения в Украину приспособилась использовать их для ударов по наземным целям.

## История создания

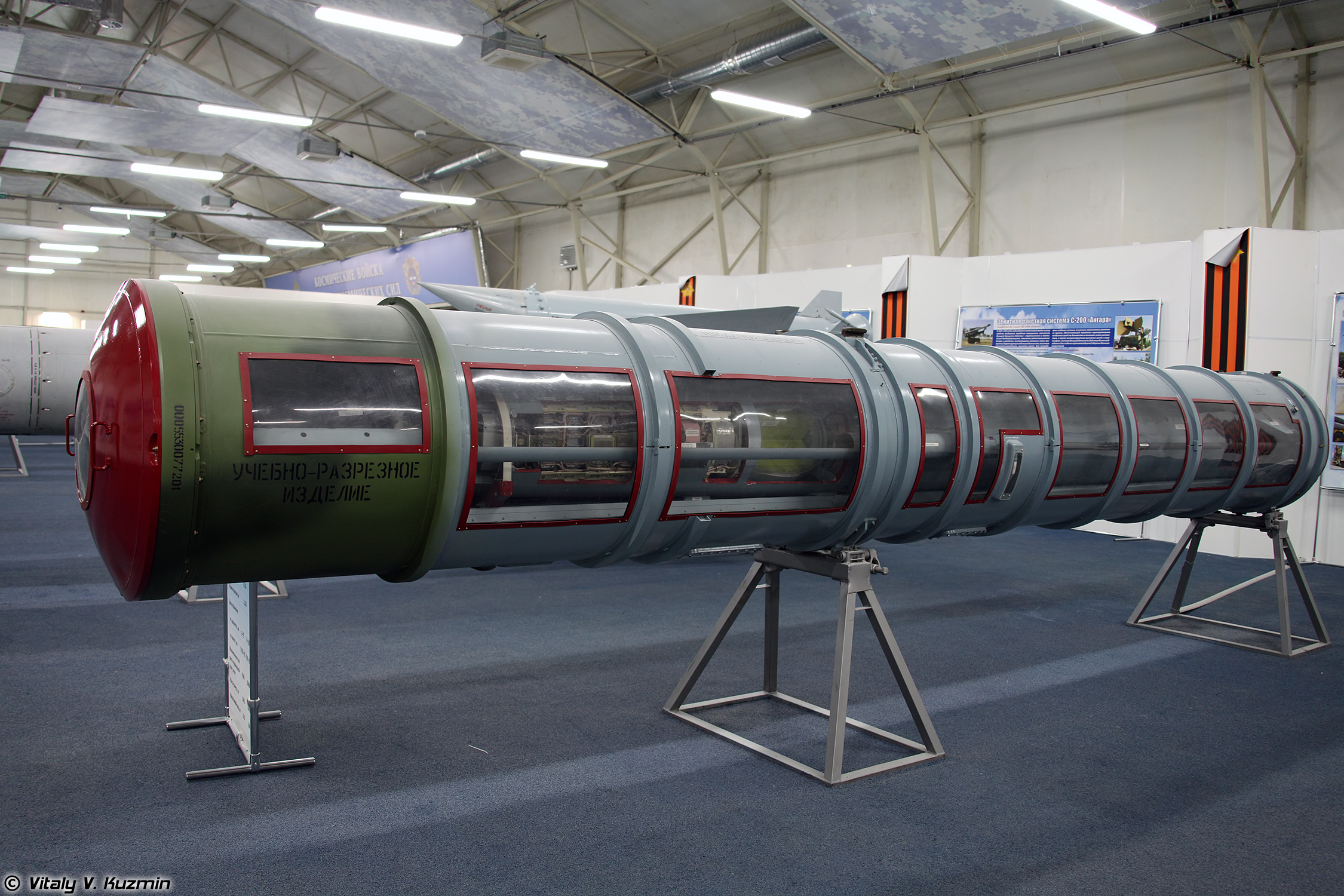
Транспортно-пусковой контейнер c ЗУР 5В55 ЗРК С-300П — Парк Патриот

В 1950-х годах было принято решение сделать московскую систему противовоздушной обороны мобильной.
К концу 1960-х годов опыт использования ЗРК в боевых действиях во Вьетнаме и на Ближнем Востоке выявил необходимость создания мобильного комплекса с малым временем перевода из походного и дежурного положения в боевое (и обратно). Это было вызвано, во-первых, предельно малым временем от получения сигнала об обнаружении средств воздушного нападения противника до выхода их за пределы эффективной зоны поражения наземных средств ПВО, во-вторых, необходимостью срочной смены огневой позиции после стрельбы до подлёта следующей ударной авиационной группы противника или возвращения ранее обстрелянных самолётов для нанесения ударов по разведанной цели. Так, например, нормативное время свёртывания комплекса С-125 — 1 час 20 минут, было доведено до 20—25 минут. Такое сокращение норматива достигалось усовершенствованиями конструкции ЗРК, тренировками, слаженностью боевых расчётов, однако ускоренное сворачивание приводило к потерям кабельного хозяйства, на свёртывание которого времени не оставалось.
В СССР на вооружении Войск ПВО в эти годы находились следующие комплексы зенитных управляемых ракет: стационарный многоканальный С-25 (только под Москвой), подвижные одноканальные по цели С-75 (средней дальности), С-125 (маловысотный малой дальности) и комплекс большой дальности до 300 км С-200.
Конструкторские работы над новой зенитной ракетной системой С-300 начались в 1969 году по постановлению Совета министров СССР. Было предусмотрено создание для ПВО Сухопутных войск, ПВО кораблей ВМФ и Войск ПВО страны трёх систем: С-300В («Войсковая»), С-300Ф («Флотская») и С-300П («ПВО страны»).
В разработке и создании комплекса в целом и отдельных средств в него входящих был задействован целый ряд предприятий оборонно-промышленного комплекса страны:
Задействованные структуры
- Комплекс в целом — ЦКБ «Алмаз», Москва (разработка);[12] ММЗ, Йошкар-Ола, Марийская АССР (производство);[13]
- Изделия для комплекса, техническое и эксплуатационное обслуживание — ЖМЗ, Вишнёвый, УССР (производство);[14]
- Ракета — МКБ «Факел», Химки, Московская обл. (разработка);[15] ЛСЗ, Ленинград (производство); ЗиК, Свердловск (производство);[16] ММЗ «Авангард», Москва (производство);[17]
- Предохранительно-исполнительный механизм — НИИ «Поиск», Мурино, Ленинградская обл. (разработка);[18]
- Пусковая установка и транспортно-заряжающая машина комплекса С-300П — АО «КБСМ», Санкт-Петербург (разработка);

Пусковая установка и пускозаряжающая установка комплекса С-300В — ГКБКМ, Свердловск (разработка);С-300П — ГОЗ, Санкт-Петербург (производство);
С-300В — ЗиК, Свердловск (производство);
- Приводы — ЦНИИАГ, Москва (разработка);[21] ЛЗСХМ, Московская обл. (производство);[22]
- Пункт боевого управления — МРТЗ, Москва (производство);[23]
- Неконтактные радиолокационные взрыватели ракет комплекса С-300П и его модификаций, ракет комплекса С-300Ф — НИИРТА (ПАО "НПП "Импульс", Москва (разработка и производство);[24]
- Радиолокационные средства — НИИП (разработка);[25]
- Низковысотный обнаружитель — ЛЭМЗ, Москва (производство);[23]
- Полупроводниковые СВЧ-приборы для радиолокационной аппаратуры — ОКБ электронных приборов с производством, Ленинград (разработка);[26] ЛОЭП, Ленинград (производство);[27]
- Маловысотная крылатая ракета-мишень для стрельбовых испытаний — НПО «Красная Звезда», Москва (разработка/производство).[23]

Для использования в С-300П под руководством В. С. Бурцева была разработана серия управляющих ЭВМ (Цифровой Вычислительный Комплекс — ЦВК) 5Э26. Первоначально в серию входили только две ЭВМ — 5Э261 и 5Э262. С появлением новой элементной базы в середине 1980-х для системы С-300П были разработаны программно-совместимые с первыми моделями серии ЭВМ 5Э265 и 5Э266, ставшие самыми массово выпускаемыми ЦВК СССР, всего было выпущено около 1,5 тыс. экземпляров. С 1988 года для боевых средств ЗРС С-300 стал производиться ЦВК 40У6 — модификация 5Э26 с повышенным (3,5 млн оп./с) быстродействием и дополнительным резервированием аппаратуры.

### Проблемы унификации
Главный разработчик систем — ЦКБ «Алмаз», имевшее к середине 1960-х годов опыт создания ракетных систем ПВО и ПРО, в кооперации с КБ «Факел» вело проектные работы по созданию единого комплекса средней дальности для Сухопутных войск, Войск ПВО страны и ВМФ с унифицированной ракетой.
Все требования, выдвинутые к варианту ЗРК Сухопутных войск в ходе проведения проектных работ, не смогли быть удовлетворены при использовании единой ракеты для всех вариантов комплекса. Поэтому после отказа ОКБ «Факел» от разработки вариантов ракеты для комплекса Сухопутных войск эта работа в полном объёме была поручена конструкторскому бюро завода им. М. И. Калинина.
В свою очередь, ЦКБ «Алмаз» столкнулось со значительными сложностями по обеспечению создания комплексов по единой структуре. В отличие от комплексов ПВО и ВМФ, которые должны были применяться с использованием развитой системы радиолокационной разведки, оповещения и целеуказания, комплекс ПВО Сухопутных войск должен был, как правило, работать в отрыве от остальных средств. Становилась очевидной целесообразность разработки сухопутного варианта комплекса (будущего С-300В) другой организацией и без существенной унификации с комплексами ПВО и ВМФ. Работа по созданию комплекса была передана НИИ-20 (НПО «Антей»), которое к тому времени имело опыт создания армейских ЗРК.
В то же время такие особые морские условия, как специфика отражения радиолокационного сигнала от поверхности моря, качка, водяные брызги, а также необходимость обеспечения связи и совместимости с общекорабельными комплексами и системами, привели к тому, что головной организацией по корабельному комплексу (С-300Ф) был определён ВНИИ РЭ (бывший НИИ-10).
В итоге частично унифицированными оказались только радиолокаторы обнаружения (РЛО) систем С-300П (5Н84) и С-300В (9С15), а также ракеты комплексов войск ПВО и флота.

## Характеристики

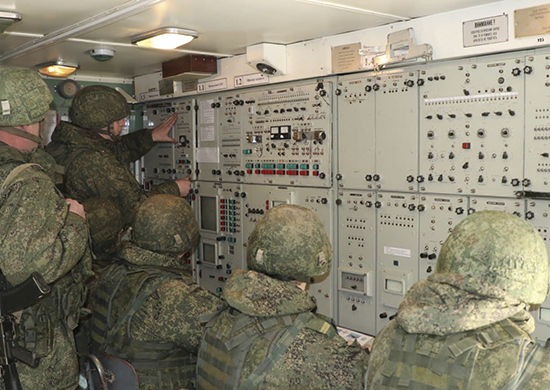
Боевой расчёт ЗРК С-300 на учениях

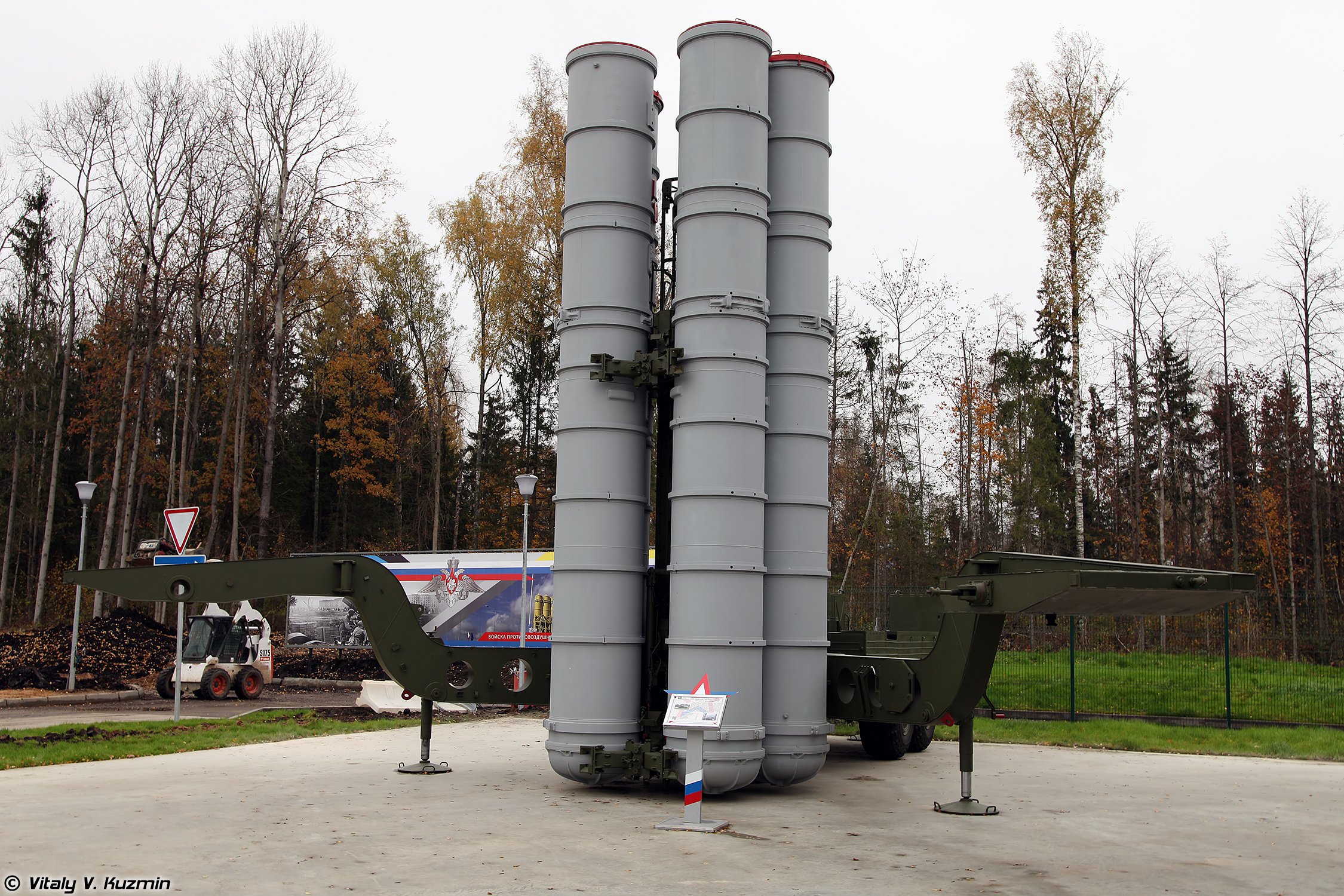
Пусковая установка 5П85-1 ЗРК С-300ПТ — Парк Патриот

Важным качеством всех комплексов семейства С-300 является способность работать в различных сочетаниях внутри одной модификации и внутри одного комплекса, между модификациями (ограниченно), а также через различные мобильные вышестоящие командные пункты выстраиваться в батареи из любого состава, количества, модификаций, местоположения и так далее в том числе с внедрением иных комплексов ПВО в единую для всех батарею. Радар подсвета и наведения в составе дивизиона ЗРК семейства «П» имеет сектор 60 градусов для С-300П, для ПТ и ПС и последующих 90 градусов.

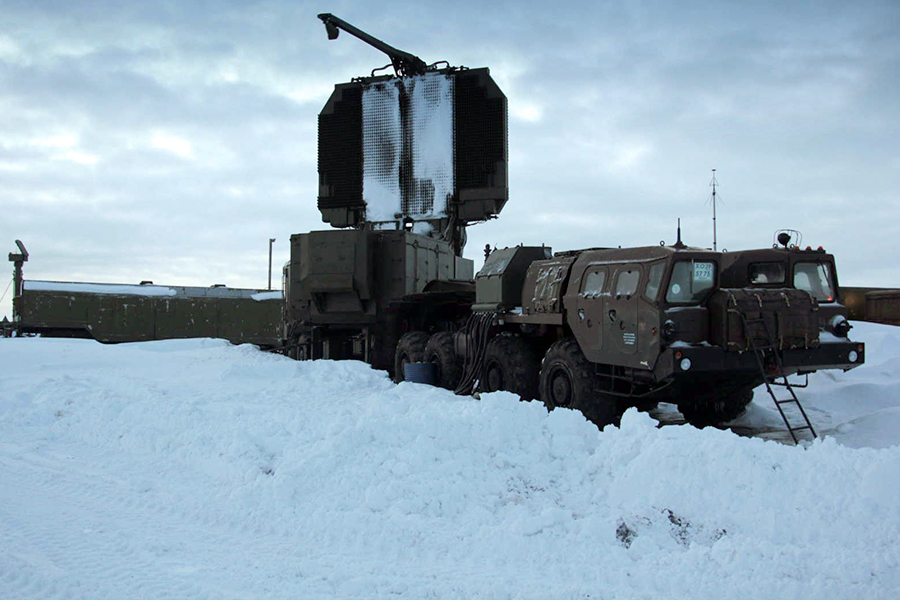
Заступление на боевое дежурство 33-го зенитного ракетного полка 1-й дивизии ПВО Северного флота (архипелаг Новая Земля), 2015 год

Одним из стандартных режимов боевой работы является следующий этап, ракеты наводятся (в частности) РПН 5Н63 или морским радаром 3Р41 «Волна» с использованием активного радиолокатора подсвета и наведения. РПН 5Н63 может иметь шесть целевых и двенадцать ракетных каналов, то есть одновременно может обстреливать шесть целей, наводя на каждую до двух ракет. Могут быть успешно обстреляны цели, летящие со скоростью до 4 скоростей звука (С-300ПТ, ПС), а также до 8,5 скоростей звука для более поздних модификаций (С-300ПМ/С-300ПМУ-1). Минимальный интервал между запусками ракет составляет 3 секунды. Стандартный состав дивизиона ЗРК С-300 включает 12 мобильных пусковых установок ЗУР. Командный пункт дивизиона способен управлять всеми этими 12 пусковыми установками одновременно. Подобная последовательность, обзорный радар — КП — ЗРК — РПН применяется и в С-300В.
Осколочная боевая часть имеет массу 133 кг для ракет серии 5В55, 143 кг у ракет 48Н6 и 180 кг у ракет 48Н6М. Ракеты имеют бесконтактный радиолокационный взрыватель. Боевая часть начинена готовыми поражающими элементами в виде кубиков. В зависимости от типа ЗУР, стартовая масса от 1450 до 1800 кг. Пуск ракеты производится пиротехническим катапультным устройством непосредственно из транспортно-пускового контейнера, крышка контейнера при этом выбивается избыточным давлением, создаваемым размещённым в ТПК газогенератором (вопреки распространённому заблуждению, ракета не пробивает крышку, что могло бы повредить обтекатель головки наведения). У комплекса С300В крышка ТПК отстреливается при помощи пироболтов и откидывается после этого пружинным механизмом. После отстрела крышки контейнера ракета подбрасывается вертикально вверх на высоту 50 м, а уже в воздухе запускается стартовый двигатель (на высоте 20 метров для С-300П) и производится наклон в сторону цели посредством газодинамических рулей элеронов, тем самым устраняя необходимость поворота пусковой установки. Схема пуска допускает:
1. Размещать пусковую установку на любом подходящем «пятачке», между зданиями, в узких ущельях и ложбинах, высокорослых и густых лесах, защищённых от средств поражения и обнаружения противника[33], что не мешает через средства командования применять даже удалённо расположенные ПУ, даже те, что снабжены собственным РПН;
2. а) Стрелять в любом направлении, в том числе по баллистическим целям и низковысотным, даже очень ограниченным числом ПУ и ракет на ПУ, и атакующим с разных высот и направлений без разворота всей ПУ как по вертикали, так и горизонтали на любое необходимое значение (вплоть до «в противоположную» сторону); б) без потери подлётного времени на предпусковое разворачивание ракет[34] в сторону цели[35], которые могут с малых высот или сквозь помехи, или через разделение цели (например, пуск самолётом ряда ракет) — появляться неожиданно, а не там, куда направлена ПУ.

С-300 имеет серьёзные возможности по адаптации к помеховой обстановке и подавлению «уводящих помех». Применяются помехоустойчивые линии связи с автоматической перестройкой частот, имеются режимы «коллективной» работы, данные, полученные с разных РЛС, стекаются на единый командный пункт. КП, обобщая обрывочные сведения с нескольких радаров, постоянно имеет полную картину происходящего. А также может выводить элементы системы из боя и вводить новые так, чтобы ограничить возможности противника уйти по дальности от огня или подавить огнём (поскольку нововведённый элемент ближе и на другом направлении, а противоракеты уже израсходованы на выведенный элемент, в который будет к тому же очень трудно попасть, поскольку он может и «уехать» (в частности, для С-300В, ПС просто опустить/сложить вышку РПН и тем самым оказаться за укрытием (горой/лесом/зданием)) и/или оказаться недосягаемым по дальности (с поправкой на то, что он и так был недосягаем, но для завершения перехвата используется уже ближестоящий элемент с целью обмана помех (как пассивного, так и активного наведения))).
Возможна работа в режиме триангуляции — одновременного подсвечивания цели двумя радарами; зная точное расстояние (базу) между РЛС и углы/азимуты, под которыми они наблюдают цель, можно построить треугольник, в основании которого — база, в вершине — засечённая цель. Через мгновение компьютер точно определит координаты цели, например, местонахождение постановщика помех. Возможно (семейство С-300В) одновременное активное и пассивное обнаружение в стандартном режиме. Опционально придаётся универсальная вышка 40В6М или 40В6МД высотой до 39 метров. Это позволяет обнаруживать, применяя низковысотный обнаружитель 76Н6, цель с ЭПР 0,02 м² и высотой полёта 500 м на дальности 90 км с вышкой можно применять большинство РЛС С-300 (семейства П), например, низковысотный обнаружитель 5Н66М или обзорную РЛС 96Л6Е. Такое оборудование является уникальным и позволяет радару 36Д6 обнаружить цель на высоте 60 м на дальности 40 км против 27 км без вышки. Это сокращает возможности атакующей стороны, поскольку и скорость и дальность на малых высотах существенно сокращаются относительно даже средних высот (в частности, по аналитическим данным дальность пуска противорадиолокационной ракеты Х-58 на малых высотах составляет 36 км и 120 км при пуске с высоты 10 км, максимальная дальность в 160 км достигается с высоты 15 км). Типовой являлась для С-300ПС конструкция радара НВО 5Н66 на вышке 40В6 высотой 24,4 метра что повышает дальнюю границу обнаружения до 90 км.

### Системы
Параметры систем:
| Система и используемые ракеты           | Год  | Зона поражения самолётов, по дальности, км | Зона поражения самолётов, по высоте, км | Вероятность поражения самолётов | Максимальная скорость целей, м/с | Боезапас, ЗУР | Темп стрельбы, с | Время свёртывания и развёртывания, мин |
| --------------------------------------- | ---- | ------------------------------------------ | --------------------------------------- | ------------------------------- | -------------------------------- | ------------- | ---------------- | -------------------------------------- |
| С-300ПТ, С-300ПТ-1 с ЗУР 5В55К (В-500К) | 1978 | 5—47                                       | 0,025—27                                | до 0,9                          | до 1300                          | 96—288        | 5                | 90                                     |
| С-300ПТ, С-300ПТ-1 с ЗУР 5В55Р (В-500Р) | 1981 | 5—75                                       | 0,025—27                                | до 0,9                          | до 1300                          | 96—288        | 5                | 90                                     |
| С-300ПС, С-300ПМУ с ЗУР 5В55Р (В-500Р)  | 1983 | 5—75                                       | 0,025—27                                | до 0,9                          | до 1300                          | 96—288        | 3—5              | 5                                      |
| С-300ПМУ1 с ЗУР 48Н6Е                   | 1993 | 5—150                                      | 0,010—27                                | до 0,9                          | до 2800                          | 96—288        | 3                | 5                                      |

### Радиолокационные станции
РПН 30Н6 (радиолокатор подсвета наведения, англ. FLAP LID A по классификации НАТО) устанавливается на грузовик. РЛО 64Н6 (радиолокатор обзора, англ. BIG BIRD по классификации НАТО) устанавливается на большой автоприцеп вдоль генератора и обычно прицепляется к 8-колёсному МАЗу. НВО 76Н6 (низковысотный обнаружитель, англ. CLAM SHELL по классификации НАТО) устанавливается на большой автоприцеп с вышкой, которая может подниматься от 24 до 39 м.
Оригинальная С-300П использует комбинацию НВО 76Н6 доплеровской РЛС для обнаружения целей и РПН 30Н6 с фазированной антенной решёткой для сопровождения и наведения на цель. Также имеется командный пункт на отдельном грузовике и 12 пусковых установок на автоприцепах по 4 ракеты на каждой. С-300ПС/ПМ близка по элементам, но использует модернизированный 30Н6, совмещённый с командным пунктом и пусковые установки на грузовиках.
Если система используется для уничтожения баллистических или крылатых ракет, используется РЛО 64Н6. Он способен обнаруживать баллистические ракеты на расстоянии до 1000 км и крылатые ракеты на расстоянии до 300 км.
36Д6 может также использоваться для предоставления комплексу данных раннего обнаружения целей. Он может засекать цели типа ракета, летящие на высоте 60 м на расстоянии как минимум 20 км, на высоте 100 м — на расстоянии 30 км, и на большой высоте — на расстоянии до 175 км. В дополнение к нему может использоваться 64Н6, который может засекать цель на расстоянии до 300 км.

#### Обзорные РЛС
| Индекс ГРАУ     | Обозначение НАТО | Назначение                                               | Дальность обнаружения, км | Одновременно сопровождаемых целей | Частотный диапазон по классификации НАТО | Впервые использован | Примечание                                          |
| --------------- | ---------------- | -------------------------------------------------------- | ------------------------- | --------------------------------- | ---------------------------------------- | ------------------- | --------------------------------------------------- |
| 36Д6            | Tin Shield       | обнаружение, опознавание и сопровождение воздушных целей | 200                       | > 100                             | E/F                                      | С-300П              |                                                     |
| 35Д6 (СТ-68УМ)  | Tin Shield B     | обнаружение, опознавание и сопровождение воздушных целей | 175                       |                                   | E/F                                      | С-300ПМУ            | интенсивность сигнала от 350 кВт до 1,23 МВт        |
| 5Н66М           | Clam Shell       | Низковысотный обнаружитель                               |                           |                                   | I                                        | С-300П              |                                                     |
| 76Н6            | Clam Shell       | Низковысотный обнаружитель                               | 120                       | 15                                | I                                        | С-300ПМУ            | 2,4 кВт частотная модуляция монохроматическая волна |
| 64Н6            | Big Bird         | —                                                        | 300                       |                                   | C                                        | С-300ПМУ1           |                                                     |
| 96Л6Е           |                  | Всевысотный обнаружитель                                 | 300                       | 300                               | C                                        | С-300ПМУ1           | ФАР                                                 |
| 9С15МТ(В)       | Bill Board       | Круговой обзор                                           | 250                       | 200                               |                                          | С-300В              |                                                     |
| 9С19М2          | High Screen      | Секторный обзор                                          | 175                       | 16                                |                                          | С-300В              |                                                     |
| МР-700 «Фрегат» | Top Steer        | Морской                                                  | 300                       |                                   | D/E                                      | С-300Ф              |                                                     |
| МР-800 «Восход» | Top Pair         | Морской                                                  | 200                       |                                   | C/D/E/F                                  | С-300Ф              |                                                     |

#### Станции сопровождения и подсвета цели
| Индекс ГРАУ | Обозначение НАТО | Частотный диапазон по классификации НАТО | Дальность сопровождения, км | Одновременно сопровождаемых целей | Одновременно обстреливаемых целей | Впервые использован | Примечание |
| ----------- | ---------------- | ---------------------------------------- | --------------------------- | --------------------------------- | --------------------------------- | ------------------- | ---------- |
| 30Н6        | Flap Lid A       | I/J                                      | ?                           | 4                                 | 4                                 | С-300П              |            |
| 30Н6Е(1)    | Flap Lid B       | I/J                                      | 200                         | 12                                | 6                                 | С-300ПМУ1           | ФАР        |
| 30Н6Е2      | Flap Lid B       | I/J                                      | 200                         | 100                               | 36                                | С-300ПМУ2           | ФАР        |
| 9С32-1      | Grill Pan        | многочастотная                           | 140—150                     | 12                                | 6                                 | С-300В              | ФАР        |
| 3Р41 Волна  | Top Dome         | I/J                                      | 100                         |                                   |                                   | С-300Ф              |            |

### Ракеты

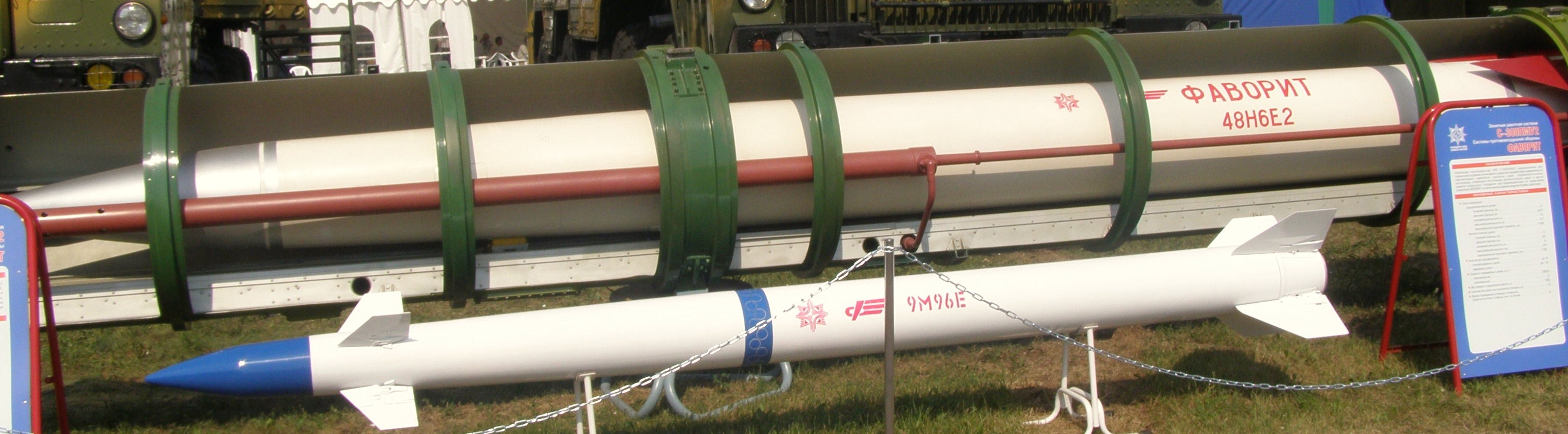
Ракеты 48Н6Е2 сверху и 9М96Е2 внизу

Параметры ракет:
| Индекс ГРАУ            | Год  | Дальность, км | Максимальная скорость, м/c | Длина, м | Диаметр, мм | Масса, кг  | Масса боевой части, кг | Управление                                                          | Впервые использован с |
| ---------------------- | ---- | ------------- | -------------------------- | -------- | ----------- | ---------- | ---------------------- | ------------------------------------------------------------------- | --------------------- |
| 5В55К (В-500К) /5В55КД | 1978 | 47            | до 2000                    | 7,25     | 508         | 1480—1500  | 133                    | Радиокомандное наведение по команде с РЛС подсвета/наведения        | С-300П                |
| 5В55Р (В-500Р) /5В55РМ | 1984 | 75—90         | до 2000                    | 7,25     | 508         | 1664—1665  | 130—133                | Полуактивное наведение; Подсвет цели обеспечивается внешним радаром | С-300ПТ               |
| 5В55С                  | 1992 | 47            | 1700                       | 7        | 450         | нет данных | нет данных             | То же, что и 5В55Р, но со «специальной» (ядерной) боевой частью     | С-300ПТ               |
| 5В55У                  | 1992 | 150           | 2000                       | 7        | 450         | 1470       | 133                    | То же, что и 5В55Р, но с «увеличенной зоной покрытия»               | С-300ПТ               |
| 48Н6E                  | 1992 | 150           | до 2100                    | 7,5      | 519         | 1800—1900  | 143—145                | Радиокомандное + полуактивное                                       | С-300ПМ               |
| 48Н6Е2                 | 1992 | 200           | до 2100                    | 7,5      | 519         | 1800—1900  | 150                    | тоже что и 48Н6Е                                                    | С-300ПМУ2             |
| 9М82                   | 1984 | 100           | 2500                       | 9,91     | 1215        | 5800       | 150                    | Командно-инерциальное + Полуактивное самонаведение                  | С-300В                |
| 9М83                   | 1984 | 75            | 1800                       | 7,89     | 915         | 3500       | 150                    | Командно-инерциальное + Полуактивное самонаведение                  | С-300В                |
| 9М83МЕ                 | 1990 | 200           |                            |          |             |            |                        | Полуактивное наведение                                              | С-300ВМ               |
| 9М96Е1                 |      | 40            | 900                        |          |             | 330        | 24                     | Активное наведение                                                  | С-300ПМУ1             |
| 9М96Е2                 |      | 120           | 1000                       |          | 240         | 420        | 24                     | Активное наведение                                                  | С-300ПМУ2             |

### Средства маскировки и защиты
Маскировка

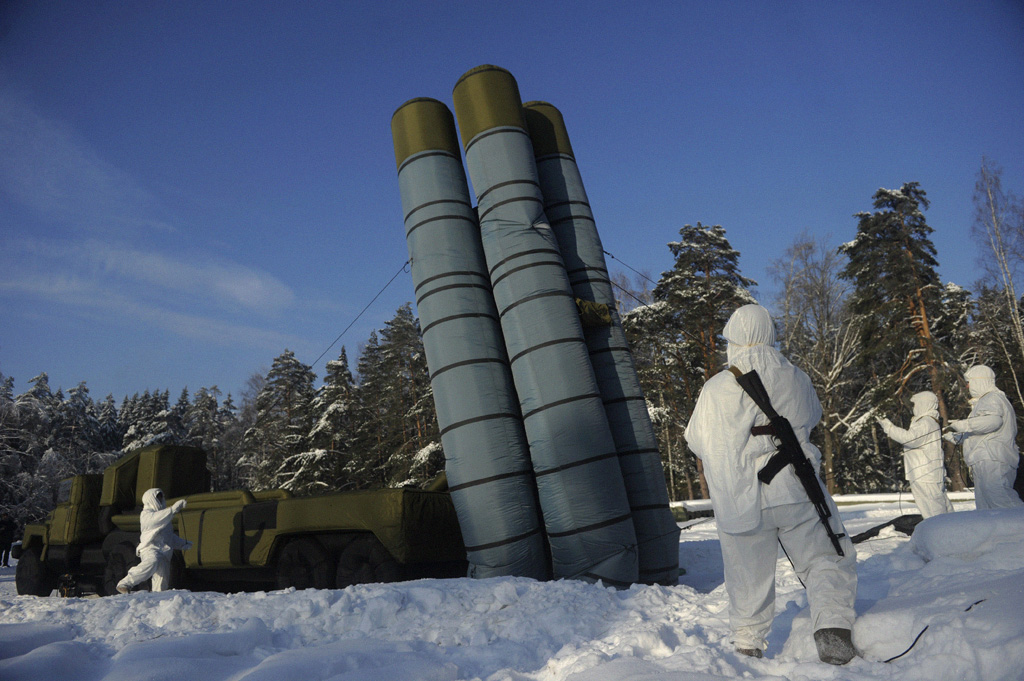
Развёртывание надувного макета С-300 на учениях гвардейской инженерно-сапёрной бригады и инженерно-маскировочного полка ВС РФ (2011)

Для маскировки компонентов системы С-300 применяются демаскирующие полномасштабные надувные макеты, оборудованные дополнительными устройствами имитации электромагнитного излучения в инфракрасном и радиодиапазонах.

Также могут применяться всевозможные средства маскировки, например, маскировочные сети и размещение компонентов С-300 в окопах, что существенно осложнит обнаружение с больших дистанций. 

Станции помех для РЛС противника — СПН-30, Пелена-1.
Защита
Дополнительными элементами защиты является размещение компонентов С-300 в окопах (практикуется как размещение на возвышенностях для лучшего обзора и более быстрого ухода за горизонт, так и размещение в окопах для скрытности и защиты от осколков взрывов).
Составным элементом для противодействия противорадиолокационным ракетам является для С-300 система Газетчик-Е: вероятность перехвата ракеты ПРР типа ХАРМ составляет 0,85 для ракет с активной радиолокационным наведением, тепловой или телеуправляемой системой наведения вероятность перехвата составляет 0,85—0,99. При этом под перехватом понимается невозможность объекта причинить вред в силу его попадания мимо цели.

## Организационно-штатная структура
Зенитно-ракетный полк, вооружённый С-300, имел три дивизиона, при этом на боевое дежурство на месяц заступал один дивизион, а остальные два в это время занимались учёбой и тренировками. 
Дивизион состоял из радиотехнической батареи, включавшей мобильный командный пункт, и стартовой батареи, а также хозяйственного взвода.

## Сравнение систем
| Официальное наименование                          | Официальное наименование                          | С-300ПМУ         | С-300ПМУ1        | С-300ПМУ2                          | С-300ВМ                              | Patriot PAC-2                        | Patriot PAC-3       |
| Дальность, км                                     | аэродинамические цели                             | 5—90             | 5—150            | 3—200                              | 200 (250)                            | 3—160                                | 15, до 20           |
| Дальность, км                                     | баллистические цели                               | до 35            | до 40            | 5—40                               | 40                                   | 20                                   | 15—45 (20)          |
| Высота, км                                        | аэродинамические цели                             | 0,025—27         | 0,01—27          | 0,01—27                            | 0,025—30                             | 0,06—24                              | 15                  |
| Высота, км                                        | баллистические цели                               | (?)              | (?)              | 2—25                               | 1—30                                 | 3—12                                 | 15(?)               |
| Максимальная скорость цели, м/с                   | Максимальная скорость цели, м/с                   | 1150, до 1300    | до 2800          | до 2800                            | 4500 для баллистических целей        | до 2200                              | до 1600             |
| Максимальная скорость ракет системы, м/с          | Максимальная скорость ракет системы, м/с          | до 2000          | (?)              | 1900                               | 2600                                 | 1700                                 | (?)                 |
| Число наводимых ракет перехватчиков в залпе       | Число наводимых ракет перехватчиков в залпе       | до 12            | до 12            | до 72                              | 48 (?) / 96 (?)                      | до 24                                | (?)                 |
| Число одновременно обстреливаемых целей           | Число одновременно обстреливаемых целей           | до 6             | до 6             | до 36                              | до 24                                | до 8                                 | до 8                |
| Масса ракеты, кг                                  | Масса ракеты, кг                                  | 1400—1600        | (?)              | от 330 до 1900                     | (?)                                  | 900                                  | 312                 |
| Масса боевой части, кг                            | Масса боевой части, кг                            | 150              | (?)              | 180 (для самой тяжёлой)            | (?)                                  | 91                                   | 74                  |
| Время между выстрелами комплекса, с               | Время между выстрелами комплекса, с               | 3—5              | 3—5              | 3 (0 при пуске с разных носителей) | 1,5 (0 при пуске с разных носителей) | 3—4 (1 при пуске с разных носителей) | (?)                 |
| Время на сворачивание/разворачивание системы, мин | Время на сворачивание/разворачивание системы, мин | 5                | 5                | 5                                  | 5                                    | 15/30 (?)                            | 15/30(?)            |
| Мобильность                                       | Мобильность                                       | колёсный самоход | колёсный самоход | колёсный самоход                   | гусеничный самоход                   | колёсный полуприцеп                  | колёсный полуприцеп |

## Модификации системы С-300
Система С-300 имеет большое количество модификаций, отличающихся различными ракетами, радарами, возможностью защиты от средств радиоэлектронной борьбы, большей дальностью и возможностью бороться с баллистическими ракетами малой дальности или целями, летящими на малой высоте. Но можно выделить следующие основные модификации.
|            |            |            |            |            |            |        |        |          |          |          |          |          |          |         |         |         |         |  |  |           |           |           |           |           |           | Системы С-300 |  |          |          |          |          |          |          |          |          |          |          |          |          |          |          |  |  |  |  |          |          |          |          |                   |                   |                   |                   |                   |                   |         |         |         |         |  |  |  |  |  |  |  |  |  |  |  |  |  |  |  |  |  |  |  |  |  |  |  |  |  |  |  |  |  |  |  |  |
|            |            |            |            |            |            |        |        |          |          |          |          |          |          |         |         |         |         |  |  |           |           |           |           |           |           |               |  |          |          |          |          |          |          |          |          |          |          |          |          |          |          |  |  |  |  |          |          |          |          |                   |                   |                   |                   |                   |                   |         |         |         |         |  |  |  |  |  |  |  |  |  |  |  |  |  |  |  |  |  |  |  |  |  |  |  |  |  |  |  |  |  |  |  |  |
|            |            |            |            |            |            |        |        |          |          |          |          |          |          |         |         |         |         |  |  |           |           |           |           |           |           |               |  |          |          |          |          |          |          |          |          |          |          |          |          |          |          |  |  |  |  |          |          |          |          |                   |                   |                   |                   |                   |                   |         |         |         |         |  |  |  |  |  |  |  |  |  |  |  |  |  |  |  |  |  |  |  |  |  |  |  |  |  |  |  |  |  |  |  |  |
|            |            |            |            | С-300П     | С-300П     | С-300П | С-300П | С-300П   | С-300П   |          |          |          |          |         |         |         |         |  |  |           |           |           |           |           |           |               |  |          |          |          |          | С-300В   | С-300В   | С-300В   | С-300В   | С-300В   | С-300В   |          |          |          |          |  |  |  |  |          |          | С-300Ф   | С-300Ф   | С-300Ф            | С-300Ф            | С-300Ф            | С-300Ф            |                   |                   |         |         |         |         |  |  |  |  |  |  |  |  |  |  |  |  |  |  |  |  |  |  |  |  |  |  |  |  |  |  |  |  |  |  |  |  |
|            |            |            |            | С-300П     | С-300П     | С-300П | С-300П | С-300П   | С-300П   |          |          |          |          |         |         |         |         |  |  |           |           |           |           |           |           |               |  |          |          |          |          | С-300В   | С-300В   | С-300В   | С-300В   | С-300В   | С-300В   |          |          |          |          |  |  |  |  |          |          | С-300Ф   | С-300Ф   | С-300Ф            | С-300Ф            | С-300Ф            | С-300Ф            |                   |                   |         |         |         |         |  |  |  |  |  |  |  |  |  |  |  |  |  |  |  |  |  |  |  |  |  |  |  |  |  |  |  |  |  |  |  |  |
|            |            |            |            |            |            |        |        |          |          |          |          |          |          |         |         |         |         |  |  |           |           |           |           |           |           |               |  |          |          |          |          |          |          |          |          |          |          |          |          |          |          |  |  |  |  |          |          |          |          |                   |                   |                   |                   |                   |                   |         |         |         |         |  |  |  |  |  |  |  |  |  |  |  |  |  |  |  |  |  |  |  |  |  |  |  |  |  |  |  |  |  |  |  |  |
| С-300ПТ    | С-300ПТ    | С-300ПТ    | С-300ПТ    | С-300ПТ    | С-300ПТ    |        |        |          |          |          |          | С-300ПС  | С-300ПС  | С-300ПС | С-300ПС | С-300ПС | С-300ПС |  |  |           |           |           |           |           |           |               |  | С-300В1  | С-300В1  | С-300В1  | С-300В1  | С-300В1  | С-300В1  |          |          | С-300В2  | С-300В2  | С-300В2  | С-300В2  | С-300В2  | С-300В2  |  |  |  |  | «Форт»   | «Форт»   | «Форт»   | «Форт»   | «Форт»            | «Форт»            |                   |                   | «Риф»             | «Риф»             | «Риф»   | «Риф»   | «Риф»   | «Риф»   |  |  |  |  |  |  |  |  |  |  |  |  |  |  |  |  |  |  |  |  |  |  |  |  |  |  |  |  |  |  |  |  |
| С-300ПТ    | С-300ПТ    | С-300ПТ    | С-300ПТ    | С-300ПТ    | С-300ПТ    |        |        |          |          |          |          | С-300ПС  | С-300ПС  | С-300ПС | С-300ПС | С-300ПС | С-300ПС |  |  |           |           |           |           |           |           |               |  | С-300В1  | С-300В1  | С-300В1  | С-300В1  | С-300В1  | С-300В1  |          |          | С-300В2  | С-300В2  | С-300В2  | С-300В2  | С-300В2  | С-300В2  |  |  |  |  | «Форт»   | «Форт»   | «Форт»   | «Форт»   | «Форт»            | «Форт»            |                   |                   | «Риф»             | «Риф»             | «Риф»   | «Риф»   | «Риф»   | «Риф»   |  |  |  |  |  |  |  |  |  |  |  |  |  |  |  |  |  |  |  |  |  |  |  |  |  |  |  |  |  |  |  |  |
|            |            |            |            |            |            |        |        |          |          |          |          |          |          |         |         |         |         |  |  |           |           |           |           |           |           |               |  |          |          |          |          |          |          |          |          |          |          |          |          |          |          |  |  |  |  |          |          |          |          |                   |                   |                   |                   |                   |                   |         |         |         |         |  |  |  |  |  |  |  |  |  |  |  |  |  |  |  |  |  |  |  |  |  |  |  |  |  |  |  |  |  |  |  |  |
|            |            |            |            |            |            |        |        |          |          |          |          |          |          |         |         |         |         |  |  |           |           |           |           |           |           |               |  |          |          |          |          |          |          |          |          |          |          |          |          |          |          |  |  |  |  |          |          |          |          |                   |                   |                   |                   |                   |                   |         |         |         |         |  |  |  |  |  |  |  |  |  |  |  |  |  |  |  |  |  |  |  |  |  |  |  |  |  |  |  |  |  |  |  |  |
| С-300ПТ-1  | С-300ПТ-1  | С-300ПТ-1  | С-300ПТ-1  | С-300ПТ-1  | С-300ПТ-1  |        |        | С-300ПМ  | С-300ПМ  | С-300ПМ  | С-300ПМ  | С-300ПМ  | С-300ПМ  |         |         |         |         |  |  | С-300ПМУ  | С-300ПМУ  | С-300ПМУ  | С-300ПМУ  | С-300ПМУ  | С-300ПМУ  |               |  |          |          |          |          | С-300ВМ  | С-300ВМ  | С-300ВМ  | С-300ВМ  | С-300ВМ  | С-300ВМ  |          |          |          |          |  |  |  |  | «Форт-М» | «Форт-М» | «Форт-М» | «Форт-М» | «Форт-М»          | «Форт-М»          |                   |                   | «Риф-М»           | «Риф-М»           | «Риф-М» | «Риф-М» | «Риф-М» | «Риф-М» |  |  |  |  |  |  |  |  |  |  |  |  |  |  |  |  |  |  |  |  |  |  |  |  |  |  |  |  |  |  |  |  |
| С-300ПТ-1  | С-300ПТ-1  | С-300ПТ-1  | С-300ПТ-1  | С-300ПТ-1  | С-300ПТ-1  |        |        | С-300ПМ  | С-300ПМ  | С-300ПМ  | С-300ПМ  | С-300ПМ  | С-300ПМ  |         |         |         |         |  |  | С-300ПМУ  | С-300ПМУ  | С-300ПМУ  | С-300ПМУ  | С-300ПМУ  | С-300ПМУ  |               |  |          |          |          |          | С-300ВМ  | С-300ВМ  | С-300ВМ  | С-300ВМ  | С-300ВМ  | С-300ВМ  |          |          |          |          |  |  |  |  | «Форт-М» | «Форт-М» | «Форт-М» | «Форт-М» | «Форт-М»          | «Форт-М»          |                   |                   | «Риф-М»           | «Риф-М»           | «Риф-М» | «Риф-М» | «Риф-М» | «Риф-М» |  |  |  |  |  |  |  |  |  |  |  |  |  |  |  |  |  |  |  |  |  |  |  |  |  |  |  |  |  |  |  |  |
|            |            |            |            |            |            |        |        |          |          |          |          |          |          |         |         |         |         |  |  |           |           |           |           |           |           |               |  |          |          |          |          |          |          |          |          |          |          |          |          |          |          |  |  |  |  |          |          |          |          |                   |                   |                   |                   |                   |                   |         |         |         |         |  |  |  |  |  |  |  |  |  |  |  |  |  |  |  |  |  |  |  |  |  |  |  |  |  |  |  |  |  |  |  |  |
|            |            |            |            |            |            |        |        |          |          |          |          |          |          |         |         |         |         |  |  |           |           |           |           |           |           |               |  |          |          |          |          |          |          |          |          |          |          |          |          |          |          |  |  |  |  |          |          |          |          |                   |                   |                   |                   |                   |                   |         |         |         |         |  |  |  |  |  |  |  |  |  |  |  |  |  |  |  |  |  |  |  |  |  |  |  |  |  |  |  |  |  |  |  |  |
| С-300ПТ-1А | С-300ПТ-1А | С-300ПТ-1А | С-300ПТ-1А | С-300ПТ-1А | С-300ПТ-1А |        |        | С-300ПМ1 | С-300ПМ1 | С-300ПМ1 | С-300ПМ1 | С-300ПМ1 | С-300ПМ1 |         |         |         |         |  |  | С-300ПМУ1 | С-300ПМУ1 | С-300ПМУ1 | С-300ПМУ1 | С-300ПМУ1 | С-300ПМУ1 |               |  | С-300ВМ1 | С-300ВМ1 | С-300ВМ1 | С-300ВМ1 | С-300ВМ1 | С-300ВМ1 |          |          | С-300ВМ2 | С-300ВМ2 | С-300ВМ2 | С-300ВМ2 | С-300ВМ2 | С-300ВМ2 |  |  |  |  |          |          |          |          |                   |                   |                   |                   |                   |                   |         |         |         |         |  |  |  |  |  |  |  |  |  |  |  |  |  |  |  |  |  |  |  |  |  |  |  |  |  |  |  |  |  |  |  |  |
| С-300ПТ-1А | С-300ПТ-1А | С-300ПТ-1А | С-300ПТ-1А | С-300ПТ-1А | С-300ПТ-1А |        |        | С-300ПМ1 | С-300ПМ1 | С-300ПМ1 | С-300ПМ1 | С-300ПМ1 | С-300ПМ1 |         |         |         |         |  |  | С-300ПМУ1 | С-300ПМУ1 | С-300ПМУ1 | С-300ПМУ1 | С-300ПМУ1 | С-300ПМУ1 |               |  | С-300ВМ1 | С-300ВМ1 | С-300ВМ1 | С-300ВМ1 | С-300ВМ1 | С-300ВМ1 |          |          | С-300ВМ2 | С-300ВМ2 | С-300ВМ2 | С-300ВМ2 | С-300ВМ2 | С-300ВМ2 |  |  |  |  |          |          |          |          |                   |                   |                   |                   |                   |                   |         |         |         |         |  |  |  |  |  |  |  |  |  |  |  |  |  |  |  |  |  |  |  |  |  |  |  |  |  |  |  |  |  |  |  |  |
|            |            |            |            |            |            |        |        |          |          |          |          |          |          |         |         |         |         |  |  |           |           |           |           |           |           |               |  |          |          |          |          |          |          |          |          |          |          |          |          |          |          |  |  |  |  |          |          |          |          |                   |                   |                   |                   |                   |                   |         |         |         |         |  |  |  |  |  |  |  |  |  |  |  |  |  |  |  |  |  |  |  |  |  |  |  |  |  |  |  |  |  |  |  |  |
|            |            |            |            |            |            |        |        | С-300ПМ2 | С-300ПМ2 | С-300ПМ2 | С-300ПМ2 | С-300ПМ2 | С-300ПМ2 |         |         |         |         |  |  | С-300ПМУ2 | С-300ПМУ2 | С-300ПМУ2 | С-300ПМУ2 | С-300ПМУ2 | С-300ПМУ2 |               |  |          |          |          |          |          |          |          |          |          |          |          |          |          |          |  |  |  |  |          |          |          |          |                   |                   |                   |                   |                   |                   |         |         |         |         |  |  |  |  |  |  |  |  |  |  |  |  |  |  |  |  |  |  |  |  |  |  |  |  |  |  |  |  |  |  |  |  |
|            |            |            |            |            |            |        |        | С-300ПМ2 | С-300ПМ2 | С-300ПМ2 | С-300ПМ2 | С-300ПМ2 | С-300ПМ2 |         |         |         |         |  |  | С-300ПМУ2 | С-300ПМУ2 | С-300ПМУ2 | С-300ПМУ2 | С-300ПМУ2 | С-300ПМУ2 |               |  |          |          |          |          |          |          |          |          |          |          |          |          |          |          |  |  |  |  |          |          |          |          | Вооружение РФ     |                   |                   |                   |                   |                   |         |         |         |         |  |  |  |  |  |  |  |  |  |  |  |  |  |  |  |  |  |  |  |  |  |  |  |  |  |  |  |  |  |  |  |  |
|            |            |            |            |            |            |        |        | С-400    | С-400    | С-400    | С-400    | С-400    | С-400    |         |         |         |         |  |  |           |           |           |           |           |           |               |  |          |          |          |          | С-300ВМД | С-300ВМД | С-300ВМД | С-300ВМД | С-300ВМД | С-300ВМД |          |          |          |          |  |  |  |  |          |          |          |          | Экспортная версия | Экспортная версия | Экспортная версия | Экспортная версия | Экспортная версия | Экспортная версия |         |         |         |         |  |  |  |  |  |  |  |  |  |  |  |  |  |  |  |  |  |  |  |  |  |  |  |  |  |  |  |  |  |  |  |  |

| Наименование          | С-300П (ПВО страны)                             | С-300П (ПВО страны)                  | С-300П (ПВО страны) | С-300П (ПВО страны)       | С-300В (Войсковая) | С-300Ф (Флотская) | С-300Ф (Флотская) |
| Наименование          | С-300ПТ С-300ПТ-1 С-300ПТ-1А (Транспортируемый) | С-300ПС С-300ПМУ (Самоходный)        | С-300ПМ С-300ПМУ1   | С-300ПМУ2 «Фаворит»       | С-300В             | С-300Ф «Форт»     | С-300ФМ «Форт-М»  |
| Обозначение НАТО      | SA-10a/b/c                                      | SA-10d                               | SA-20a              | SA-20b                    | SA-12              | SA-N-6            | SA-N-6            |
| Обозначение НАТО      | Grumble a/b/c                                   | Grumble d/e                          | Gargoyle a          | Gargoyle b                | Gladiator/Giant    |                   |                   |
| Год                   | 1978                                            | 1982                                 | 1993                | 1997                      | 1988               | 1983              | 1990              |
| Ракеты                | 5В55К (В-500К) 5В55Р (В-500Р)                   | 5В55К (В-500К) 5В55Р (В-500Р) 5В55КД | 48Н6 9М96Е1 9М96Е2  | 48Н6 48Н6Е2 9М96Е1 9М96Е2 | 9М83 9М82          | 5В55РМ            | 48Н6              |
| Средство передвижения | Полуприцеп                                      | Колёсное                             | Колёсное            | Колёсное                  | Гусеничное         | Корабельное       | Корабельное       |

### С-300П

#### С-300ПТ
С-300ПТ (индекс УВ ПВО — 70Р6) (англ. SA-10A Grumble по классификации НАТО; буква Т в названии обозначает «транспортируемый»), производилась с 1975 года, испытания которой были завершены в 1978 году, тогда же принята на вооружение, предназначалась для войск ПВО объектов и войсковых группировок. Она заменила более старые ЗРС С-25 и ЗРК С-75 и С-125. Система включала в себя командный пункт (в составе радиолокатора обнаружения 5Н64 и пункта боевого управления 5К56) и до 6 зенитных ракетных комплексов 5Ж15. В системе использовались ракеты 5В55К (В-500К, без бортового радиопеленгатора) с дальностью поражения аэродинамических целей до 47 км (стартовая тяга ДУ 25 тс, время работы ДУ — 9 с). Позже были заменены на более дальние ракеты 5В55Р (В-500Р, с бортовым радиопеленгатором) с дальностью поражения целей до 75 км.
Комплекс 5Ж15 состоял из радиолокатора обнаружения воздушных целей на малых и предельно малых высотах (НВО) 5Н66 (англ. TIN SHIELD по классификации НАТО), системы управления с радиолокатором подсвета наведения 5Н63 (англ. FLAP LID по классификации НАТО) и пусковых установок 5П85-1. Пусковые установки располагались на полуприцепе. Низковысотный обнаружитель 5Н66 являлся придаваемым средством, то есть комплекс мог функционировать и без данной РЛС. В ракетах изначально планировалось использовать систему наведения по команде с РЛС подсвета/наведения с использованием информации с пассивного радара ракеты. Но из-за проблем с наведением на цели ниже 500 м разработчиками было принято решение, что возможность обстреливания низковысотных целей важнее, и изначально было реализовано только наведение по команде с наземной РЛС. Позднее была разработана ракета с собственной системой наведения, что позволило достичь минимальной высоты цели в 25 м.
На основе улучшений в системе С-300ПТ было создано несколько важных модификаций для внутреннего и экспортного рынка. С-300ПТ-1 и С-300ПТ-1А (Индекс УВ ПВО — 70Р6-1) (англ. SA-10b/c по классификации НАТО) являются прямыми усовершенствованиями оригинальной С-300ПТ. С ними появилась ракета 5В55КД с возможностью холодного запуска. Время готовности было сокращено до 30 минут, оптимизация траектории ракеты 5В55КД позволила достигнуть дальности 75 км.

#### С-300ПС
С-300ПС (индекс УВ ПВО — 75Р6) (буква С в названии обозначает «самоходный», обозначение SA-10d по классификации НАТО) начала поступать на вооружение в 1982 году, тогда же принята на вооружение. Гарантийный срок истекает в 2012—2013 гг.
Создание этой системы было обусловлено анализом опыта боевого применения ЗРК во Вьетнаме и на Ближнем Востоке, где выживанию подразделений в значительной степени способствовала их мобильность. Новая система имела рекордно короткое время развёртывания — 5 минут, делающее её малоуязвимой для авиации противника.
ЗРС С-300ПС включает в себя командный пункт 5Н83С и до 6 зенитных ракетных комплексов 5Ж15С. Каждый дивизион 5Ж15С может самостоятельно вести все боевые операции в отрыве от любых внешних средств.
В состав командного пункта входит радиолокатор обнаружения 5Н64С на шасси МАЗ-7410 и полуприцепа «9988» и пункт боевого управления 5К56С на шасси МАЗ-543. В состав комплекса 5Ж15С входит радиолокатор подсвета и наведения (РПН) 5Н63С и до 4 пусковых комплексов (в состав каждого пускового комплекса входит основная пусковая установка 5П85С, к которой подключаются 2 дополнительные 5П85Д). На каждой ПУ размещены 4 ракеты. Полный боекомплект комплекса составляет 48 ракет. Боевые средства комплекса также размещены на шасси МАЗ-543. Для увеличения возможностей системы по обнаружению и уничтожению маловысотных целей в состав комплексов придаётся низковысотный обнаружитель (НВО) 5Н66М. Антенный пост НВО устанавливается на вышку 40В6М(Д), которая является унифицированной и может использоваться также для размещения антенного поста РПН для уменьшения углов закрытия на конкретной позиции. На шасси боевых средств устанавливаются средства автономного энергоснабжения — газотурбинные агрегаты питания ГАП-65. Антенно-мачтовое устройство «Сосна» на базе ЗИЛ-131Н обеспечивало обмен информацией с КП на дальности более 20 км от дивизиона, а универсальная передвижная вышка 40В6М высотой 25 м на автомобиле МАЗ-537 расширила возможности радиолокатора управления огнём по дальности. В последующем на базе последней была создана двухсекционная вышка 40В6МД высотой 39 м, которая на необорудованной позиции устанавливалась в течение 2 часов. Всевысотная трёхкоординатная РЛС 36Д6 (около 100 целей) или 16Ж6 (16 целей) и топопривязчик 1Т12-2М на шасси ГАЗ-66 придавались дивизиону С-300ПС с целью повышения его автономности, точности определения координат и обеспечения ведения боевых действий в отрыве от КП ЗРС. При использовании дивизиона в малонаселённой местности он мог оснащаться модулем обеспечения боевого дежурства из четырёх блоков (столовая, общежитие, караульное помещение с пулемётной установкой, энергоблок) на шасси автомобиля МАЗ-543. К средствам обеспечения ЗРС С-300ПС относятся средства внешнего электропитания (дизельные электростанции 5И57, распределительно-преобразовательные устройства 63Т6, перевозимые трансформаторные подстанции 83(2)Х6, кабельные комплекты), средства увеличения дальности речевой и телекодовой связи — антенно-мачтовые устройства АМУ ФЛ-95М на шасси ЗИЛ-131, топопривязчики 1Т12 на шасси ГАЗ-66, лаборатория ракетных комплексов 12Ю6 (средство обеспечения ремонта цифровых вычислительных комплексов 5Э265(6), комплекты индивидуального и группового ЗИП на шасси полуприцепов типа ОдАЗ. Транспортируемость несамоходных элементов обеспечивается бортовыми и седельными тягачами КрАЗ-260. Обозначение унифицированной транспортной машины-полуприцепа 5Т58.
| Индекс ГРАУ | Назначение | Количество |
| ----------- | --- | ---------- |
| 40В6М(МД)   | универсальная вышка 25(38) метров для размещения антенного поста Ф1С или Ф5М                                   | 2          |
| 5П85С       | пусковая установка (основная)                                                                                  | 4          |
| 5П85Д       | пусковая установка (дополнительная)                                                                            | 8          |
| 5Н63С       | радиолокатор подсвета и наведения (РПН)                                                                        | 1          |
| 5Н83С       | Командный пункт системы в составе радиолокатора обнаружения 5Н64С(РЛО) и пункта боевого управления 5К56С (ПБУ) | 1          |

#### С-300ПМ
С-300ПМ (Индекс УВ ПВО — 35Р6) (буква М в названии обозначает «модернизированный», ЗРС С-300ПМ, несмотря на внешнее сходство, принципиально отличается от предыдущих вариантов. Она начала разрабатываться одновременно с принятием на вооружение в 1983 году С-300ПС. Использование новой элементной базы позволило обеспечить её высокую помехозащищённость и в два раза повысить дальность действия. После успешных испытаний в 1989 г. была принята на вооружение Войск ПВО страны.

##### С-300ПМУ
С-300ПМУ появился в середине 1980-х годов. Основное отличие — в боекомплекте, увеличенном до 96—288 ЗУР.
Экспортный вариант С-300ПС — С-300ПМУ (кодовое обозначение НАТО — SA-10C Grumble) появился в 1989 году. Кроме незначительных изменений в составе оборудования, экспортный вариант отличается ещё и тем, что ПУ предлагаются только в варианте, транспортируемом на полуприцепах (5П85Т). Для оперативного технического обслуживания система С-300ПМУ может комплектоваться мобильной ремонтной станцией ПРБ-300У. Цена комплекса С-300ПМУ-1 (12ПУ) 115 млн долл (2001 год).

###### С-300ПМУ1
С-300ПМУ1 (кодовое обозначение НАТО — SA-10D Grumble) — экспортный вариант С-300ПМ. Разработка усовершенствованного варианта комплекса началась в 1985 году. На вооружение С-300ПМ (С-300ПМУ1) принят в 1993 году. Впервые С-300ПМУ1 был показан на авиасалоне «Мосаэрошоу-92» в г. Жуковском, а через год его возможности были продемонстрированы во время показательных стрельб в ходе международной выставки вооружений «IDEX-93» (Абу-Даби, ОАЭ). Обозначение по классификации НАТО — SA-20a Gargoyle).
Основным усовершенствованием С-300ПМ является новая ракета 48Н6, которая взяла большое число улучшений от ракет корабельного варианта С-300ФМ, но с немного меньшей боеголовкой, чем во флотском варианте — 143 кг. Ракета имеет усовершенствованную аппаратную часть и способна поражать воздушные цели, летящие со скоростью до 6450 км/ч, дальность поражения самолётов противника — 150 км. Баллистических целей — до 40 км. Также были модернизированы РЛС, в систему были включены РЛС обнаружения 64Н6 (англ. BIG BIRD по классификации НАТО) и радиолокатор подсвета и наведения 30Н6Е1. Последние системы производились до 1994 г. Гарантийный срок службы — 25 лет. ЗРС С-300ПМУ1 предназначена для борьбы с массированно применяемыми современными самолётами, крылатыми и аэробаллистическими ракетами, ТБР, ОТБР днём и ночью в любых погодно-климатических и физико-географических условиях при интенсивном радиоэлектронном противодействии. Эта автоматизированная помехоустойчивая ЗРС может использоваться автономно и в составе группировки различных комплексов ПВО, управляемой комплектом средств управления (СУ) 83М6Е или АСУ («Байкал-1Э», «Сенеж-М1Э»). Первый серийный образец системы был представлен на Московском авиационно-космическом салоне в 1995 году (МАКС-95). ЭПР минимальное 0,02 м².
В 1999 году были впервые представлены сразу несколько типов ракет, в дополнение к ракетам 5В55Р (В-500Р), 48Н6 и 48Н6Е2 С-300ПМУ1 мог использовать две новые ракеты: 9М96Е1 и 9М96Е2. Обе значительно меньше по размеру, чем предыдущие ракеты, и весят 330 и 420 кг соответственно, при этом несут меньшие по массе (24 кг) боеголовки. 9М96Е1 имеет радиус поражения 1—40 км и 9М96Е2 1—120 км. Для маневрирования они используют скорее даже не аэродинамическое оперение, а газодинамическую систему, которая позволяет им иметь очень высокую вероятность поражения, несмотря на гораздо меньшую боеголовку. Вероятность поражения баллистической цели одиночной ракетой равна 0,8-0,9/0,8-0,97 в зависимости от типа ракет. С-300ПМУ1 использует систему управления 83М6Е, хотя также имеется совместимость со старой системой управления Байкал-1Е и Сенеж-М1Е. 83М6Е включает РЛС обзора 64Н6Е. РПН использует 30Н6Е1 и дополнительно может использоваться низковысотный обнаружитель 76Н6 и всевысотный обнаружитель 96Л6Е. 83M6E может контролировать до 12 пусковых установок, как самодвижущиеся 5П85СЕ, так и прицепные 5П85ТЕ. Обычно так же включаются машины поддержки, такие, как вышка 40В6М, предназначенная для поднятия антенного поста.
Все ЗРС С-300ПМ, стоящие на вооружении Войск воздушно-космической обороны, прошли модернизацию до версии С-300ПМ1 к 2014 году.
Второй этап совершенствования позволит увеличить вероятность поражения баллистических целей, заменить морально устаревшие рабочие места и вычислительные средства на современные образцы («Эльбрус», «Багет», РАМЭК), ввести в состав системы автономные средства обнаружения и целеуказания, а также модернизированную аппаратуру связи и современные средства  топопривязки. Эффективность модернизированной ЗРС С-300ПМ до уровня ПМ2, при отражении комбинированных ударов аэродинамических и баллистических целей, увеличивается в среднем на 15—20 %.

##### С-300ПМ2

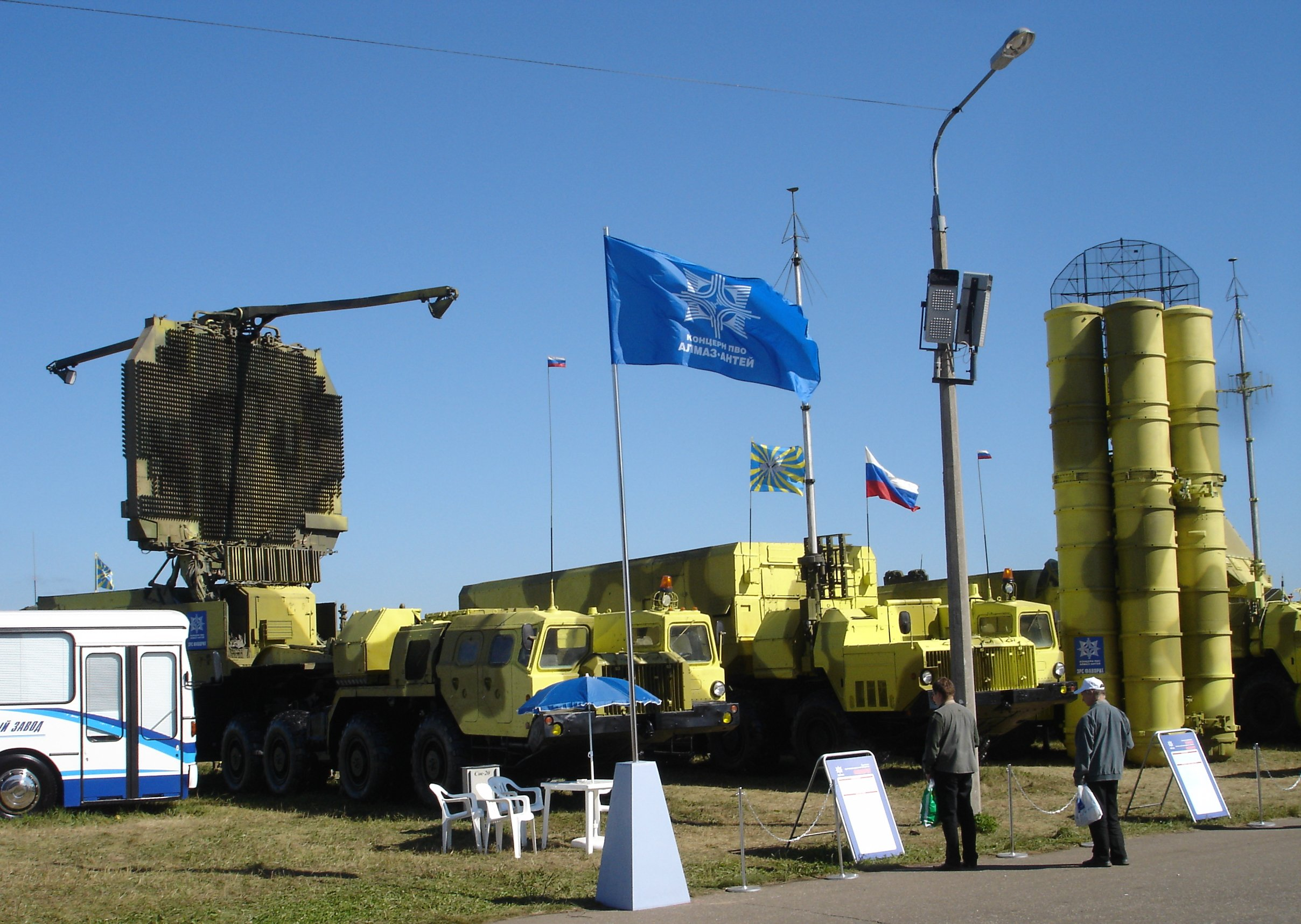
Подвижной состав С-300ПМУ2. Слева направо: РЛО 64Н6Е2, командный пункт (пункт боевого управления) 54К6Е2 и пусковая установка 5П85

С-300ПМ2 «Фаворит» (индекс УВ ПВО — 35Р6-2; обозначение по классификации НАТО SA-20b Gargoyle) — экспортный вариант С-300ПМУ2. Был представлен в 1997 году, в том же году принята на вооружение, как обновление для С-300ПМ (С-300ПМУ1) с увеличенной дальностью до 195 км.
ЭПР минимальное 0,02 м². Для него была разработана новая ракета 48Н6Е2.
Эта система может бороться не только с баллистическими ракетами малой дальности, но и с тактическими баллистическими ракетами средней дальности. Система использует систему управления 83М6Е2, состоящую из командного пункта 54К6Е2 и радиолокатора обнаружения 64Н6Е2 с двусторонней ФАР. До шести ЗРК 98Ж6Е в составе радара подсвета и наведения 30Н6Е2 и до двенадцати ПУ (по четыре ракеты) от С-300 Фаворит и/или С-300ПМУ1. Опционально могут придаваться всевысотная РЛС 96Л6Е, маловысотная РЛС 76Н6, подвижная вышка (и) для 30Н6Е2. Ранее выпущенные С-300ПМ и С-300ПМУ1 могут быть доработаны до уровня С-300ПМУ2.
Обеспечивает: автономное решение боевых задач при оповещении о налёте средств воздушного нападения, поражение воздушных целей на дальностях до 200 км, поражение нестратегических баллистических ракет на дальностях до 40 км, повышенную эффективность поражения всех типов целей за счёт модернизации средств системы, новых алгоритмов наведения ракет и использования ЗУР 48Н6Е2 с модернизированным боевым снаряжением, высокую помехоустойчивость, возможность использования ЗУР 48Н6Е из состава ЗРС С-300ПМУ1, возможность интеграции в состав группировок ПВО.
Появление в войсках модернизированных ЗРК до версии С-300ПМ2 «Фаворит» началось в конце 2013 года
Первый полковой комплект прошедших капитальный ремонт и модернизацию до версии С-300ПМ2 поступил на вооружение в Подмосковье в декабре 2015 года.
Зенитная ракетная бригада Центрального военного округа сформирована первого декабря 2016 года. Соединение С-300 «Фаворит» под Красноярском заступает на боевое дежурство с первого июля 2017 года. Соединение прикроет стратегически важные государственные объекты в регионах Западной Сибири, в том числе административно-промышленный центр региона, мосты через Енисей, аэропорт Емельяново и Красноярскую ГЭС. Соединение полностью укомплектовано техникой и личным составом и прошло боевое слаживание на боевых стрельбах на полигоне Ашулук в Астраханской области.

### С-300В и С-300ВМ

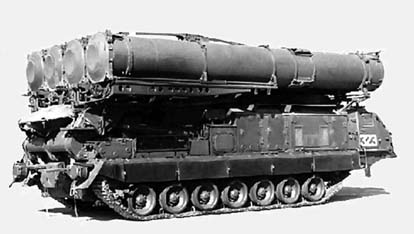
Пусковая установка 9А83 ЗРС С-300В

Зенитная ракетная система С-300В (Индекс ГРАУ МО — 9К81) не входит в семейство ЗРК С-300 ПТ/ПС/ПМУ/Ф. Фактически является отдельной разработкой другого КБ. Одно из главных внешних отличий - все машины комплекса размещены на гусеничных шасси. Разработана для зенитных ракетных частей сухопутных войск Советской армии в НИЭМИ. Состояла на вооружении зенитных ракетных бригад окружного подчинения. Частично принята на вооружение в 1983 году. Продолжением линейки С-300В является ЗРС С-300ВМ «Антей-2500». Комплекс «Антей-2500» — это экспортная модификация.

### С-300Ф

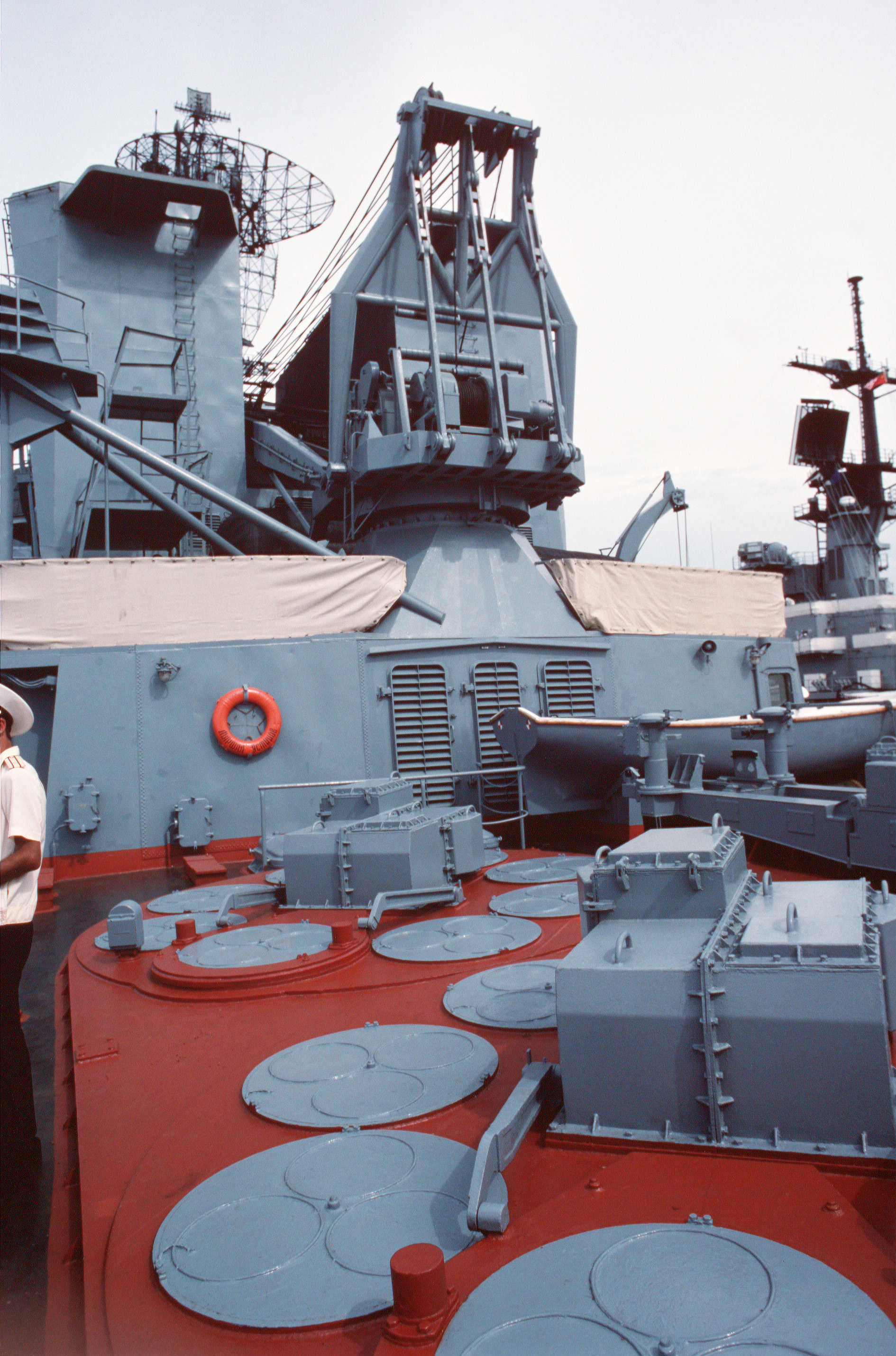
Пусковые установки С-300Ф на крейсере «Маршал Устинов»

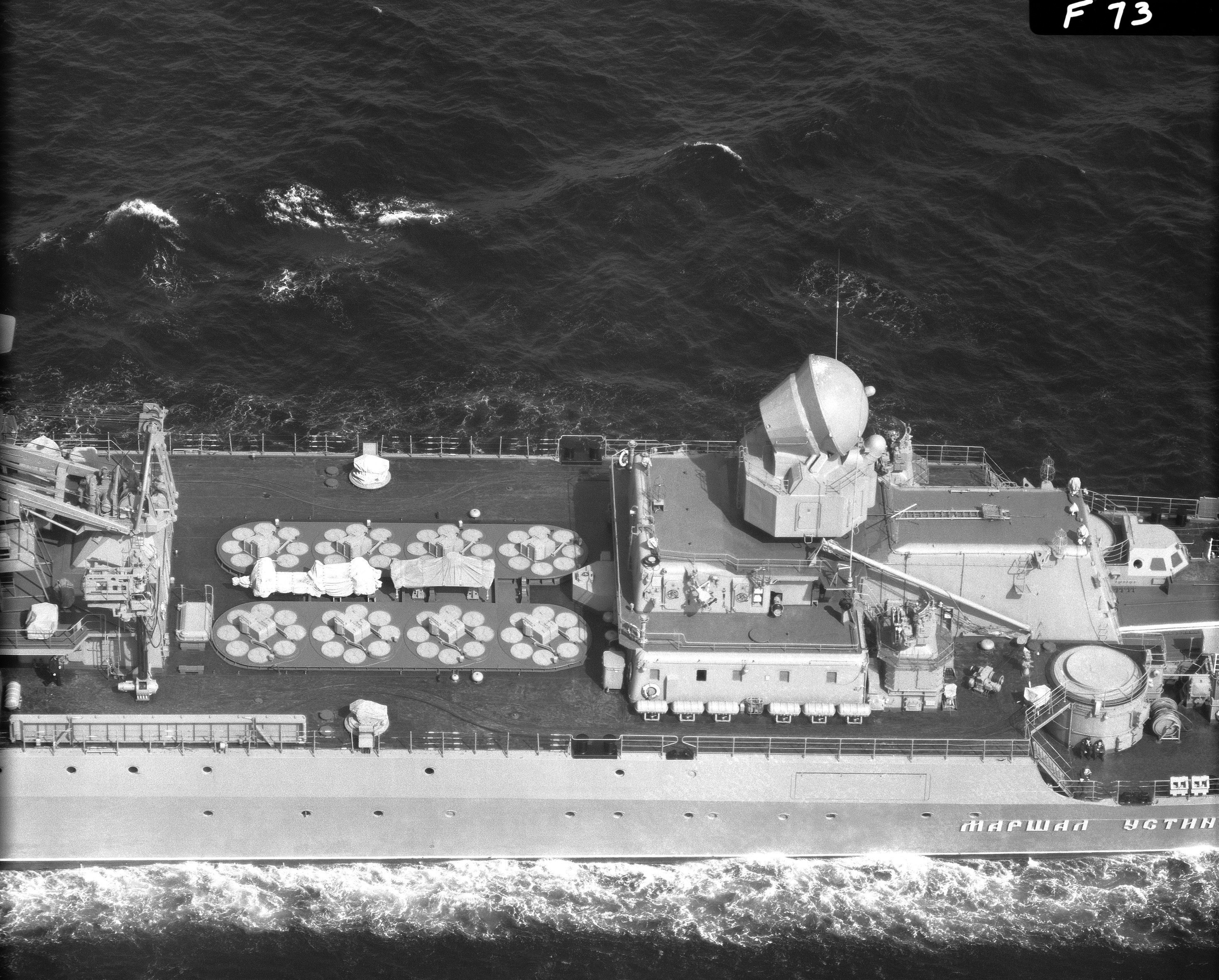
Пусковые установки С-300Ф на крейсере «Маршал Устинов»

С-300Ф «Форт» (Индекс УРАВ ВМФ — ЗМ-41) — ЗРС корабельного типа дальнего действия, создана на базе ЗРС С-300П с новыми ракетами 5В55РМ с дальностью, расширенной до 5—75 км, и максимальной скоростью поражаемых целей до 1300 м/с, в то время как диапазон высот уменьшен до 25 м — 25 км, предназначалась для сил ВМФ.
Принята на вооружение в 1983 году. Корабельная версия использует систему самонаведения с использованием полуактивного радара ракеты. Первый опытный образец был установлен в 1977 году и проходил испытания на БПК Азов проекта 1134БФ. В состав опытного образца ЗРК входили две револьверных пусковых установки на 48 ракет и система управления «Форт», которые разместили на месте снятого кормового ЗРК «Шторм». А также устанавливался на крейсеры проекта 1164 «Атлант» (Slava class по классификации НАТО, 8 пусковых шахт) и 1144 «Орлан» (англ. Kirov class по классификации НАТО, 12 пусковых шахт), пусковая установка является поворотной и вмещает 8 ракет. Пуск ракеты производится из контейнера под пусковым люком. Маршевый двигатель запускается после выхода ракеты, что обеспечивает пожаро-взрывобезопасность погреба. После схода ракеты барабан поворачивается, выводя на линию старта очередную ракету. Экспортная версия этой системы известна как «Риф».

## На вооружении

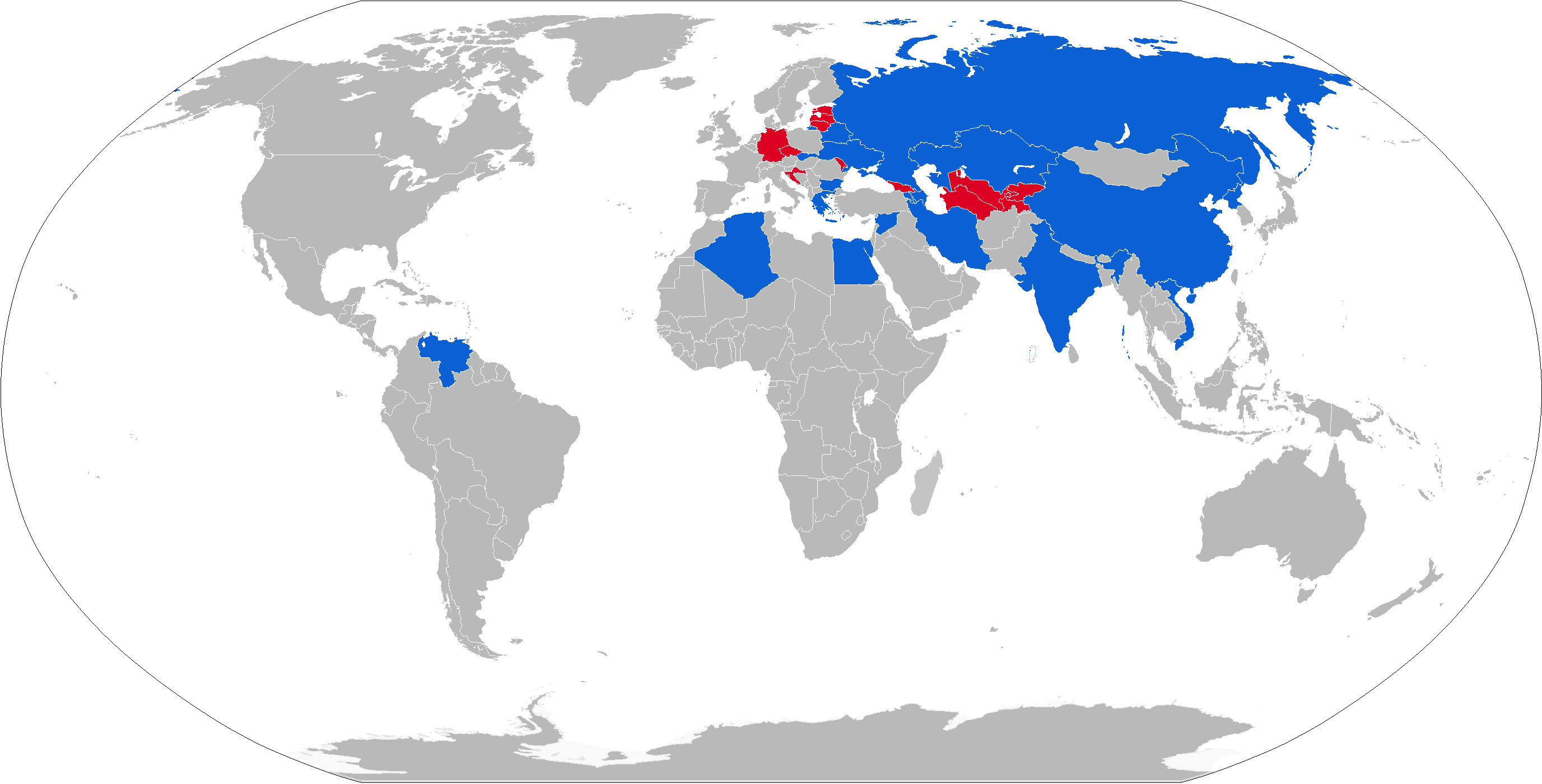
Операторы С-300. Синим выделены операторы на 2015 год, красным — бывшие операторы

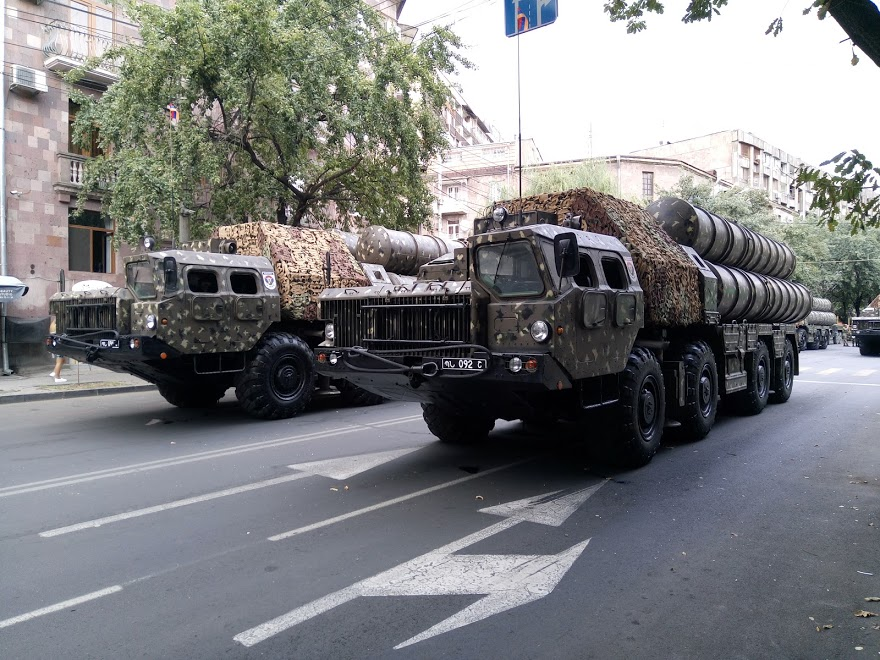
С-300 ВС Армении на параде в Ереване

ЗРС С-300 используется в основном в странах Восточной Европы и Азии, хотя источники о том, какие конкретно страны обладают системой, противоречивы. По некоторым сведениям, США располагают разукомплектованными 1 РПН и ПУ 5П85, закупленными у Беларуси; попытка закупки двух РПН и ЗИПов к ним через Казахстан у России закончилась неудачей.
- Азербайджан: некоторое количество С-300ПМУ2 по состоянию на 2025 год[75][76] , также 200 ЗУР 48Н6Е2 поставлены из России в 2011 году[77]
- Алжир: более 32 ПУ (4-х дивизионов) С-300ПМУ2 по состоянию на 2025 год[78]
- Армения: некоторое количество С-300ПТ и С-300ПС по состоянию на 2025 год[79]. 60 ПУ (5 дивизионов) на 2017 год[80]
- Беларусь: 60 ПУ С-300ПТ и 48 ПУ (4 полка, 6 дивизионов) С-300ПС по состоянию на 2025 год[81]
- Болгария: 8 ПУ (2 дивизиона) С-300ПМУ по состоянию на 2025 год[82]
- Вьетнам: 12 С-300ПМУ1 (2 дивизиона) по состоянию на 2025 год[83]
- Иран: 32 ПУ (4 дивизиона) С-300ПМУ2 по состоянию на 2025 год[84][85][86][87]
- Казахстан: более 40 ПУ (10 дивизионов) С-300ПС на 2025 год[88]
- Кипр/ Греция: 12 ПУ (2 дивизиона) С-300ПМУ1 по состоянию на 2025 год[89]. Размещен на острове Крит[90].
- Китай: 32 ПУ (4 дивизиона) С-300ПМУ, 64 ПУ (8 дивизионов) С-300ПМУ1, 120 ПУ (15 дивизионов) С-300ПМУ2 на 2025 год[91]. Приобрели С-300ПМУ1 и лицензию на производство под названием Hongqi-10 (HQ-10). HQ-15 — увеличенная дальностью до 200 км[92][93].
- Россия:
  - ВВС РФ: 200 ПУ (25 дивизионов) С-300ПС, 206 ПУ (26 дивизионов) С-300ПМ1/С-300ПМ2 по состоянию на 2025 год[94]
- Сирия: 20 ПУ С-300ПМУ2 по состоянию на 2024 год[95]
- Украина: 
  - Воздушные силы Украины: около 170 ПУ С-300ПС/ПТ и 8 ПУ С-300ПМУ по состоянию на 2025 год[96]. В 2022 году получен один комплекс С-300 из Словакии[97]

### Возможные операторы
- КНДР: ЗРК KN-06 является, по одним предположениям, копией С-300[98]. Система была продемонстрирована на параде 2012 года в Пхеньяне и испытана в феврале 2013 года.

### Бывшие
- Хорватия — некоторое количество С-300П по состоянию на 2013 год[99];
- Словакия — 1 дивизион С-300ПМУ (12 ПУ) по состоянию на 2016 год[100]. 8 апреля 2022 года стало известно, что страна передала единственный существовавший на 2022 год комплекс Украине[97].

## Боевое применение
В ходе Второй Карабахской войны азербайджанские комплексы С-300ПМУ2, согласно официальным заявлениям, применялись для перехвата ракет Р-17, при этом была поражена как минимум одна ракета. Не менее двух таких ракет не были перехвачены и поразили жилые кварталы города Гянджа. Азербайджан неоднократно заявлял (в том числе с приложением подтверждающих видеоматериалов) об уничтожении комплексов С-300, стоящих на вооружении вооружённых сил Армении. В частности, 25 октября 2020 года президент Азербайджана Ильхам Алиев заявил об уничтожении 6 комплексов С-300.
С-300ПТ использовался украинской стороной в ходе вторжения России на Украину. Комплексы С-300 сильно пострадали в первую неделю боёв на севере Украины, особенно севернее Киева. В основном из-за высокоэффективной работы российских средств РЭБ. Зафиксировано использование комплекса для перехвата и уничтожения российских тактических ракет Х-59МК и Х-31П. Украинская сторона использовала С-300В1 и С-300ПТ/ПС для защиты городов и инфраструктуры, по данным военных экспертов, украинские С-300 показали высокую эффективность для перехвата всех видов российских крылатых и баллистических ракет, а также вынуждая российские самолёты действовать на предельно низких высотах.
Российская сторона использовала C-300В1 и С-300ВМ для ударов по наземным целям, отмечается использование С-300 и С-300В в основном для неизбирательного обстрела городов, в том числе обстрелов Харькова , Запорожья и Николаева.
В ходе ирано-израильского конфликта Израиль наносил удары по комплексам С-300, состоявшим на вооружении ПВО Ирана. По заявлению премьер-министра Израиля Биньямина Нетаньяху, в результате двух ударов в апреле и октябре 2024 года были уничтожены все четыре батареи С-300, защищавшие Тегеран.

## Учебное применение
Эксплуатирующими странами часто проводятся учебные стрельбы С-300, на основе анализа которых различными экспертами она признаётся «очень боеспособной» системой ПВО.
В ходе учебно-боевых и показательных стрельб система неоднократно подтверждала свои высокие возможности по борьбе с различными типами воздушных целей.
После первой войны в Персидском заливе (1991) было проведено несколько стрельб ЗРС С-300ПМУ по мишеням-аналогам баллистических ракет типа «Ланс», все цели были поражены.
На учениях «Оборона-92» система С-300В обеспечивала поражение самолётов первой же ракетой, а баллистические ракеты уничтожались ею с расходом не более двух ЗУР.
В 1993 году на международной выставке современных вооружений в Абу-Даби (1—7 февраля), при проведении показательных стрельб, системой С-300ПМУ1 была сбита учебная цель.
Во время испытаний ЗРС С-300ПМУ2 в КНР стрельбы проводились по 4 типам целей, при этом: имитаторы оперативно-тактической ракеты были сбиты на дальностях 34 и 30,7 км на высотах 17,7 км и 4,9 км соответственно, имитатор самолёта стратегической авиации был поражён на дальности 184,6 км, малоразмерная мишень типа БПЛА уничтожена на дальности 4,6 км, малоразмерная баллистическая цель также уничтожена. В целом весь комплекс испытаний завершился успехом, подтвердив высокие характеристики зенитно-ракетной системы С-300ПМУ2.
Сравнение с аналогами
В 1995 году на полигоне Капустин Яр при проведении испытаний системы С-300 (присутствовали делегации из 11 стран) впервые в мире удалось добиться уничтожения оперативно-тактической ракеты типа Р-17 «Scud» в воздухе: в точке перехвата подрыв боевого снаряжения зенитных ракет С-300 вызвал инициирование боевой части ракеты. При этом мишени Ла-17М, баллистическая ракета 8К14 (5С1Ю), стартовавшая с дальности 70 км от ЗРК, и ракета-мишень «Кабан» на базе метеоракеты МР-10, имитирующая малоразмерную БР, были уничтожены со 100 % результативностью. Для сравнения, четырьмя годами ранее, во время войны в Персидском заливе комплексы «Пэтриот» не смогли показать высокой эффективности, так как в основном поражали корпус ракет данного типа, не уничтожая БЧ ракеты-цели, а только отклоняя её. Учитывая низкую собственную точность ракет типа Р-17, критерий причисления поражённых ракет к «сбитым» носит субъективный характер и реальная эффективность основного соперника С-300 вряд ли может быть оценена достоверно. Более же поздние модификации ЗРК «Пэтриот», отличающиеся большей точностью наведения, более совершенным ПО и наличием нового взрывателя, обеспечивающего детонацию боевой части при достаточном приближении к ракете противника, в 2003 году в войне с Ираком дали уже иные результаты — все 9 запущенных Ираком «Скадов» были сбиты.
В апреле 2005 НАТО провели учения во Франции и Германии под названием Trial Hammer 05, целью которых являлась отработка приёмов подавления ПВО противника. Участвующие страны были довольны тем, что словацкие воздушные силы предоставили С-300ПМУ, поскольку это дало НАТО уникальную возможность ознакомиться с системой.
Изучив в 1996 году, в ходе совместных израильско-греческих авиаучений, комплекс С-300ПМУ1, закупленный Кипром, израильские специалисты заявили, что определили слабые места этого варианта комплекса.
Израиль, обеспокоенный возможностью поставки комплексов С-300 в Иран и Сирию, направил значительные усилия на создание систем радиоэлектронного противодействия конкретно этой ракетной системе (2008 год).
В период с 2009 по 2015 год Россия участвовала в тендере на поставку С-300 в Турцию, однако ей не удалось одержать в нём победу. Позднее этот тендер был отменён.

## Иллюстрации
С-300ПМУ2 на репетиции Парада Победы 28 и 30 апреля 2009 года:

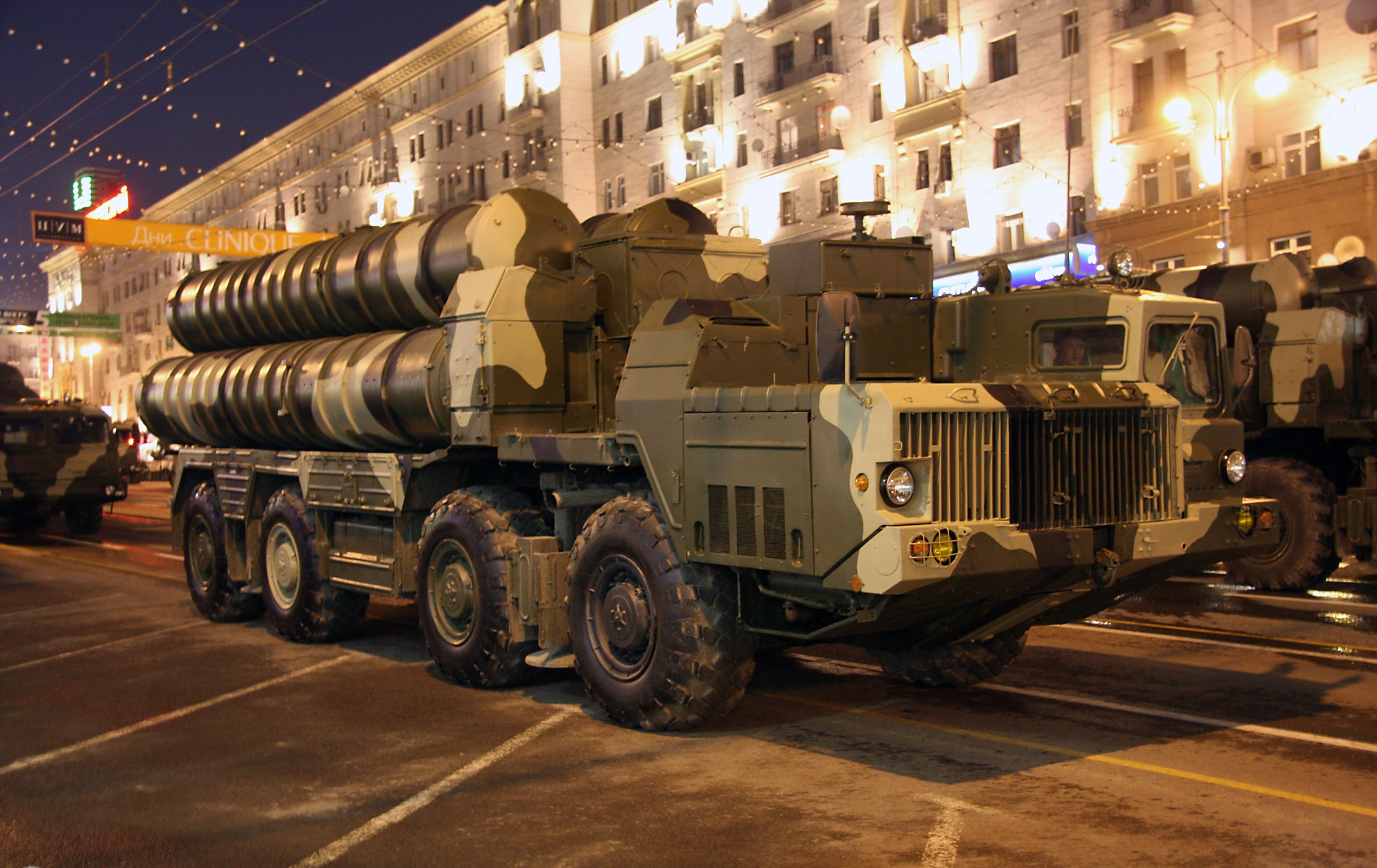
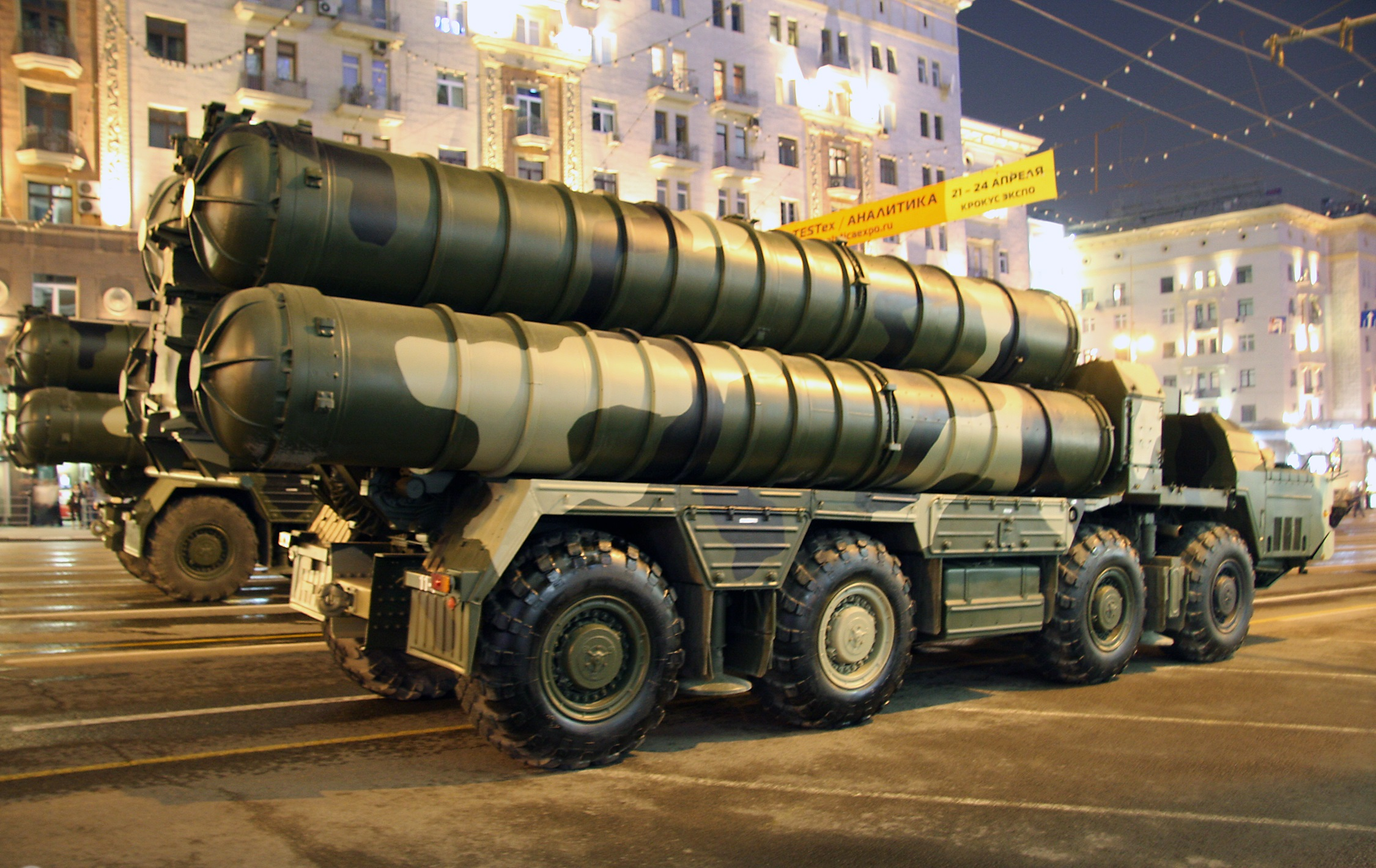
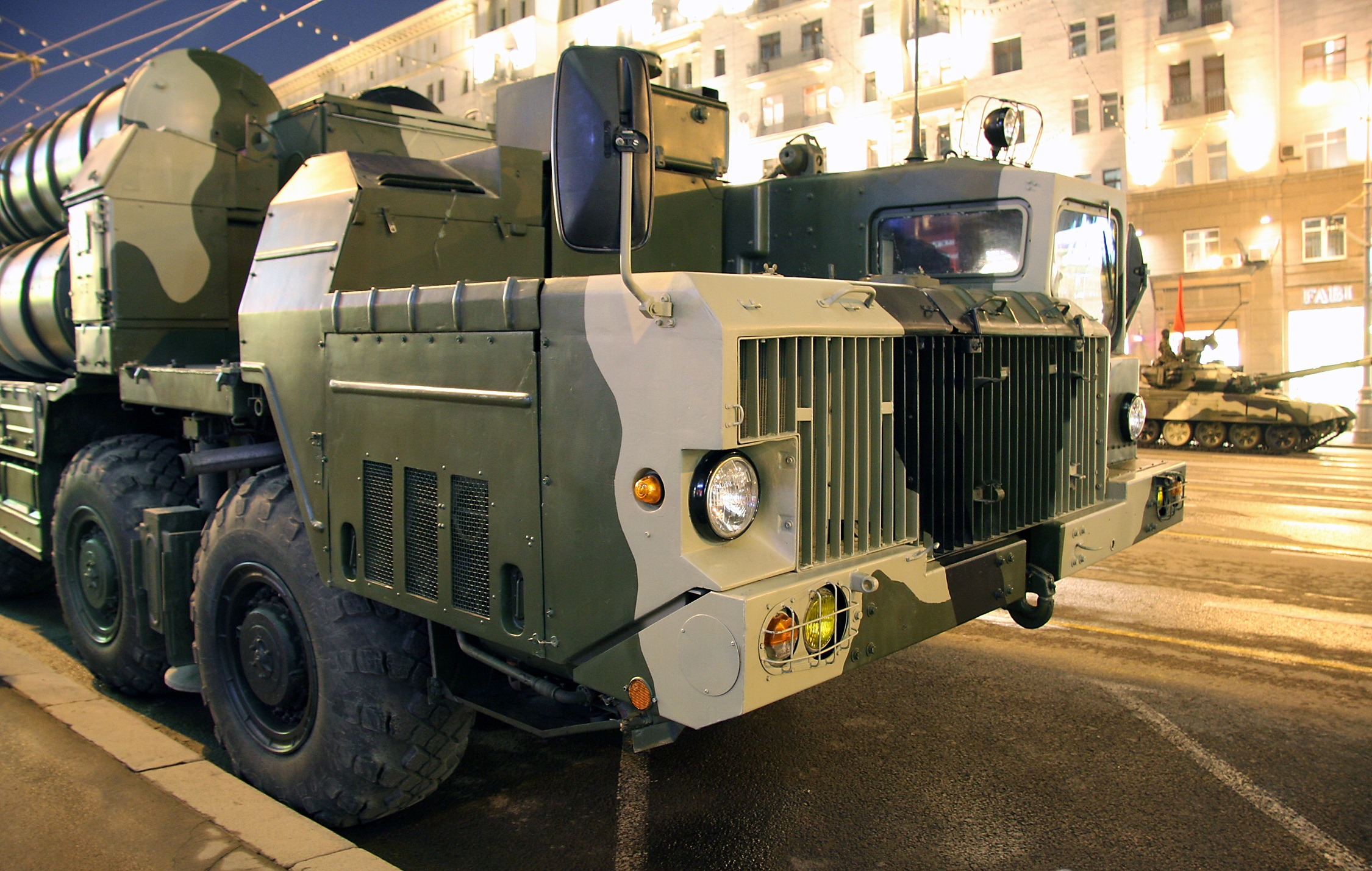
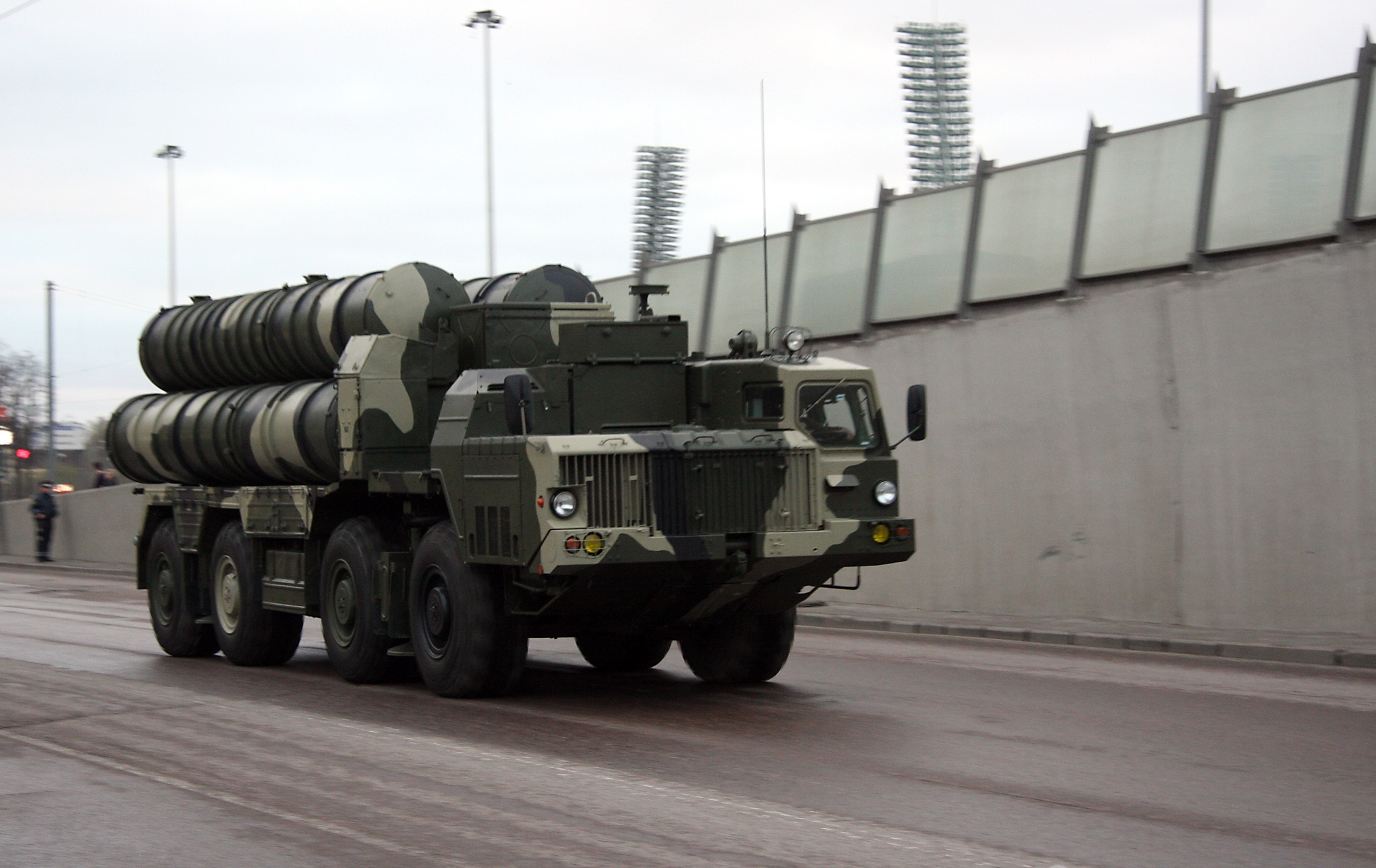
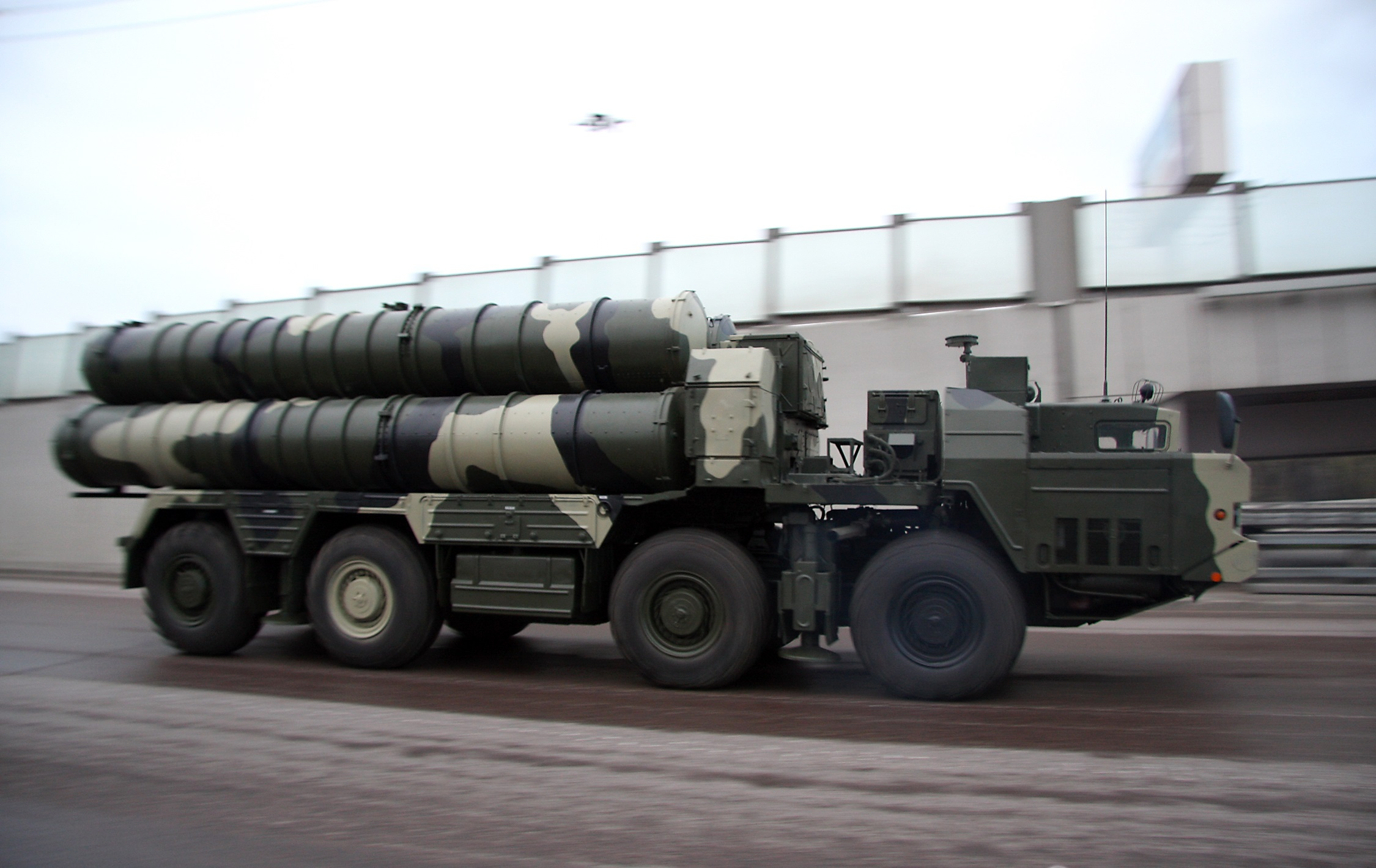
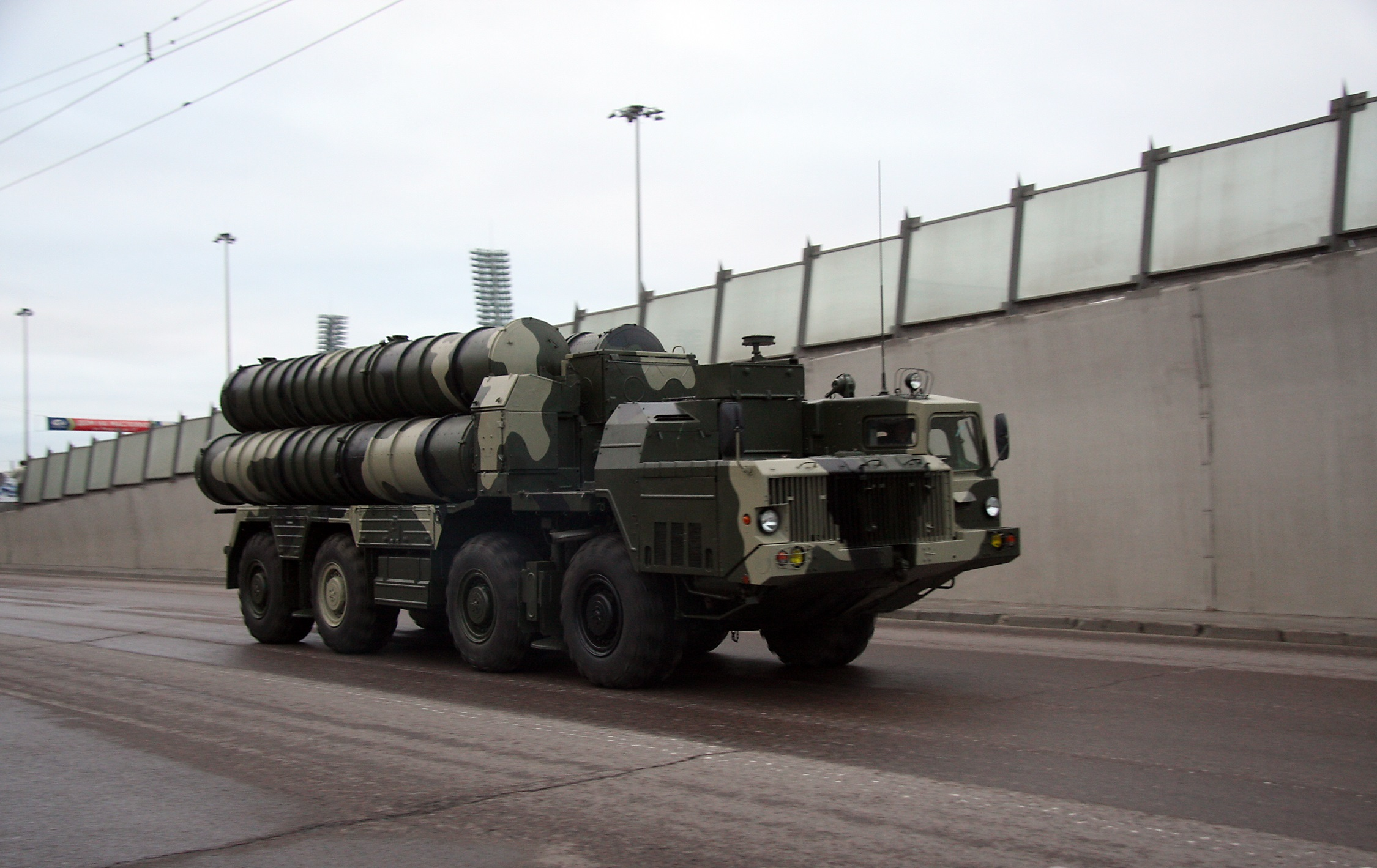

### Комментарии
1. ↑  Всего, по израильским данным, в зоны действия «Пэтриотов» попали не более 47 «Скадов», по которым было выпущено в общей сложности 158 противоракет. Согласно данным Министерства Обороны Израиля, «Пэтриотам», несмотря на перерасход противоракет (в том числе случай с расходом 28 единиц на цель), удалось перехватить не более 20 % запущенных иракцами ракет. В других источниках данные сильно варьируются (от 9 % по оценкам Контрольной Палаты Администрации США до 52—80 %).